# Arrozal

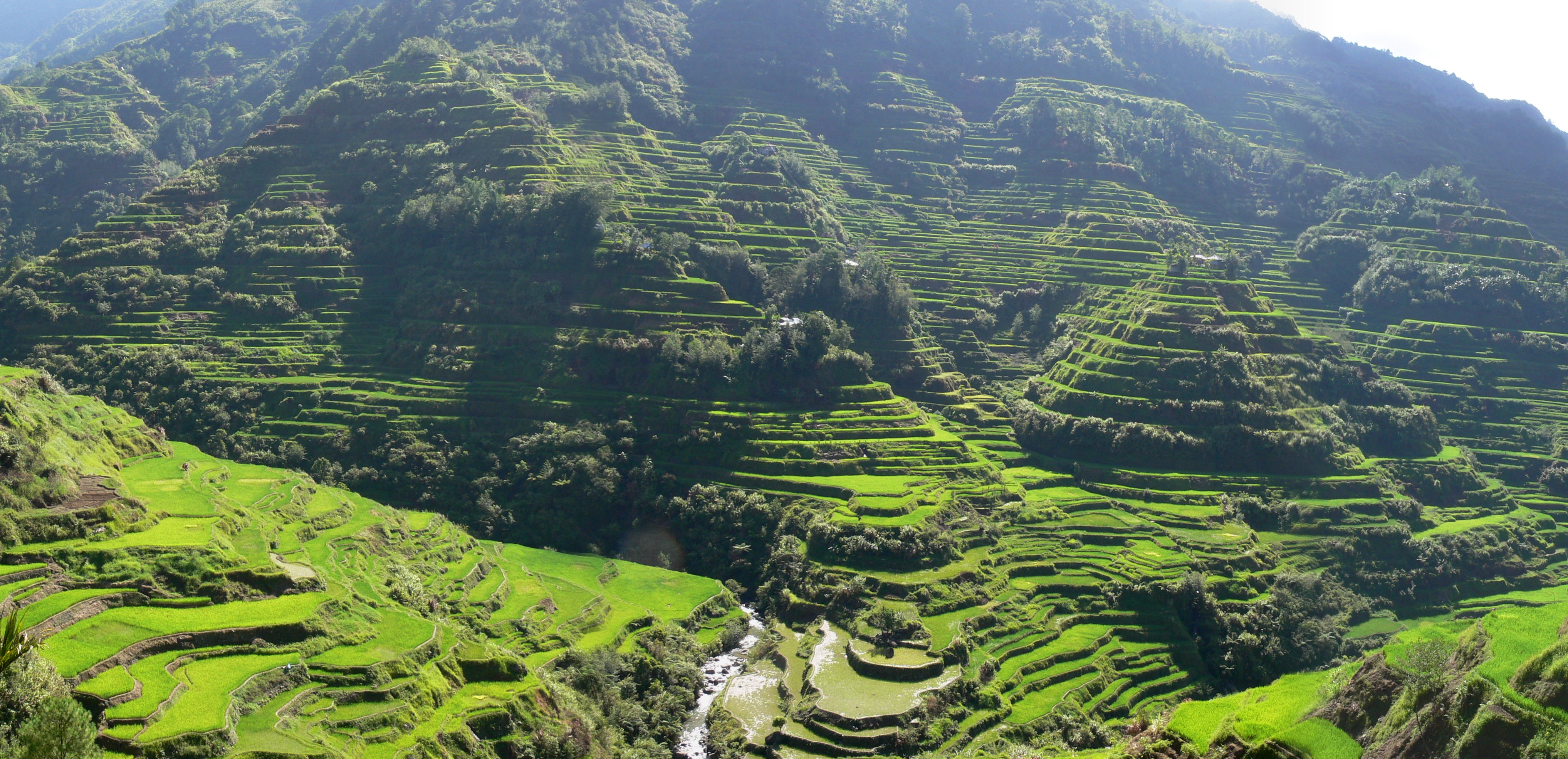
Arrozais de Banaue de Lução, Filipinas, esculpidos nas encostas íngremes das montanhas

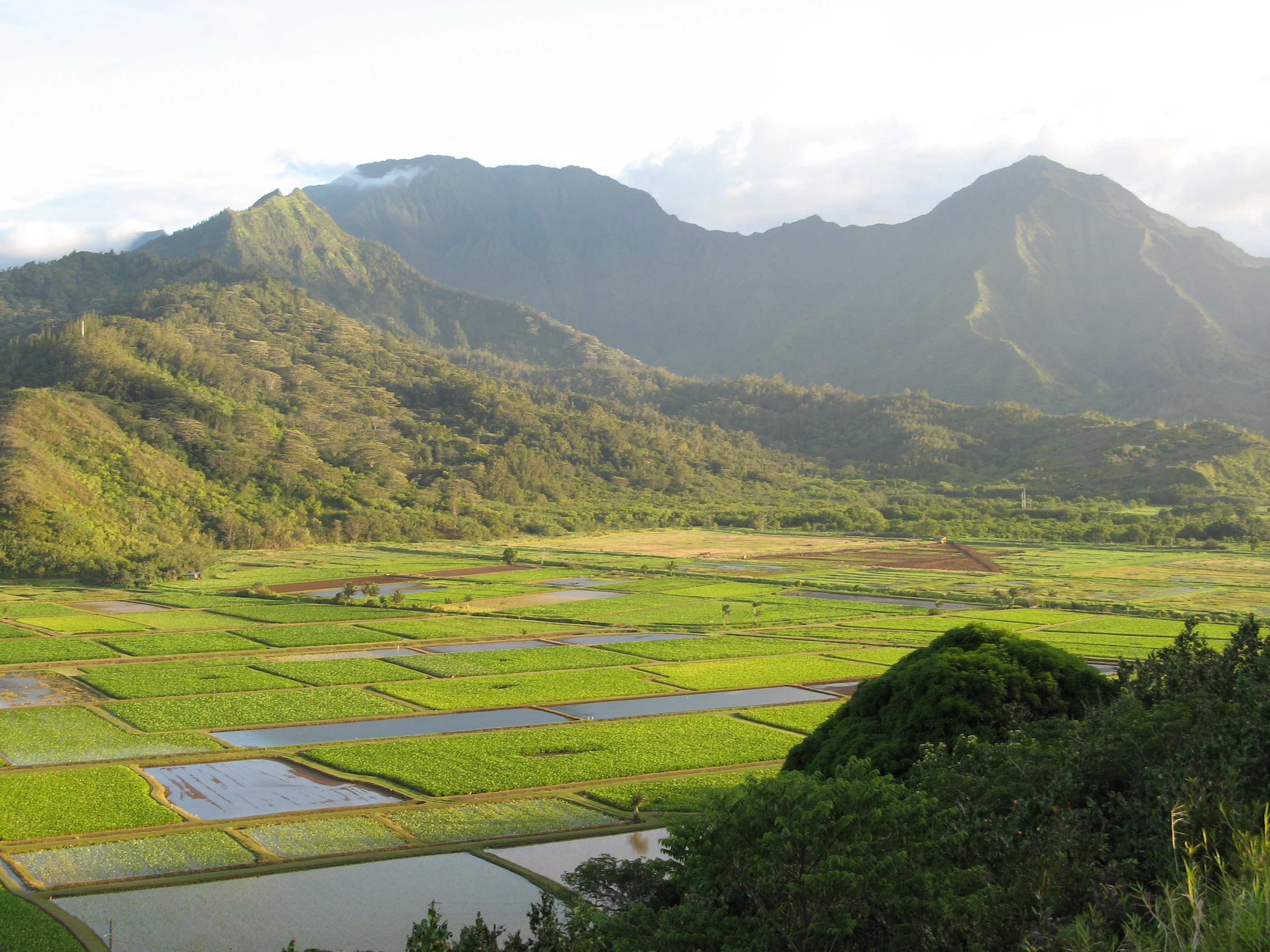
Campos de taro (lo'i) no Vale de Hanalei, Kauai, Havaí

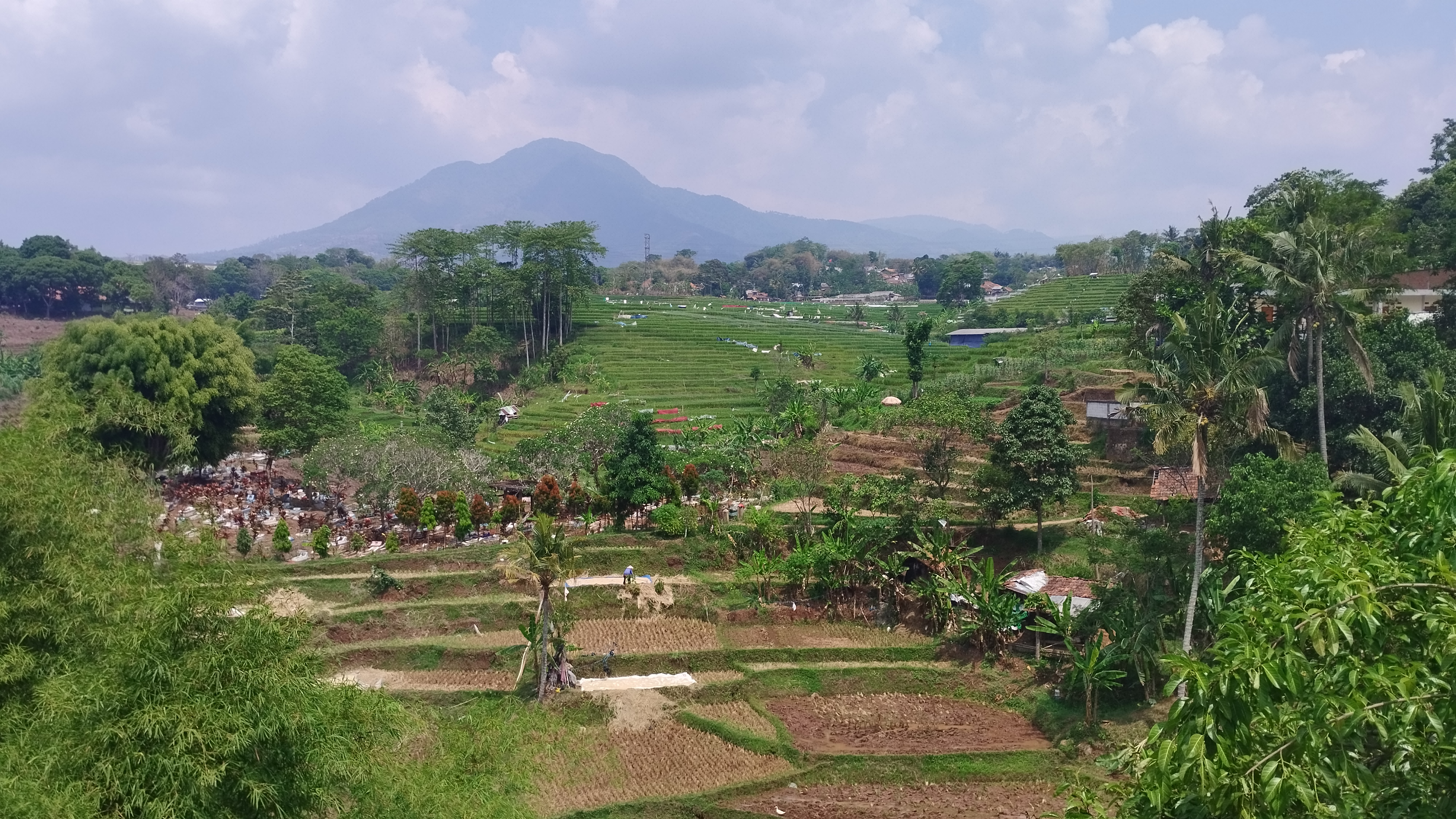
Arrozal situado no vale de Bandungue, Indonésia

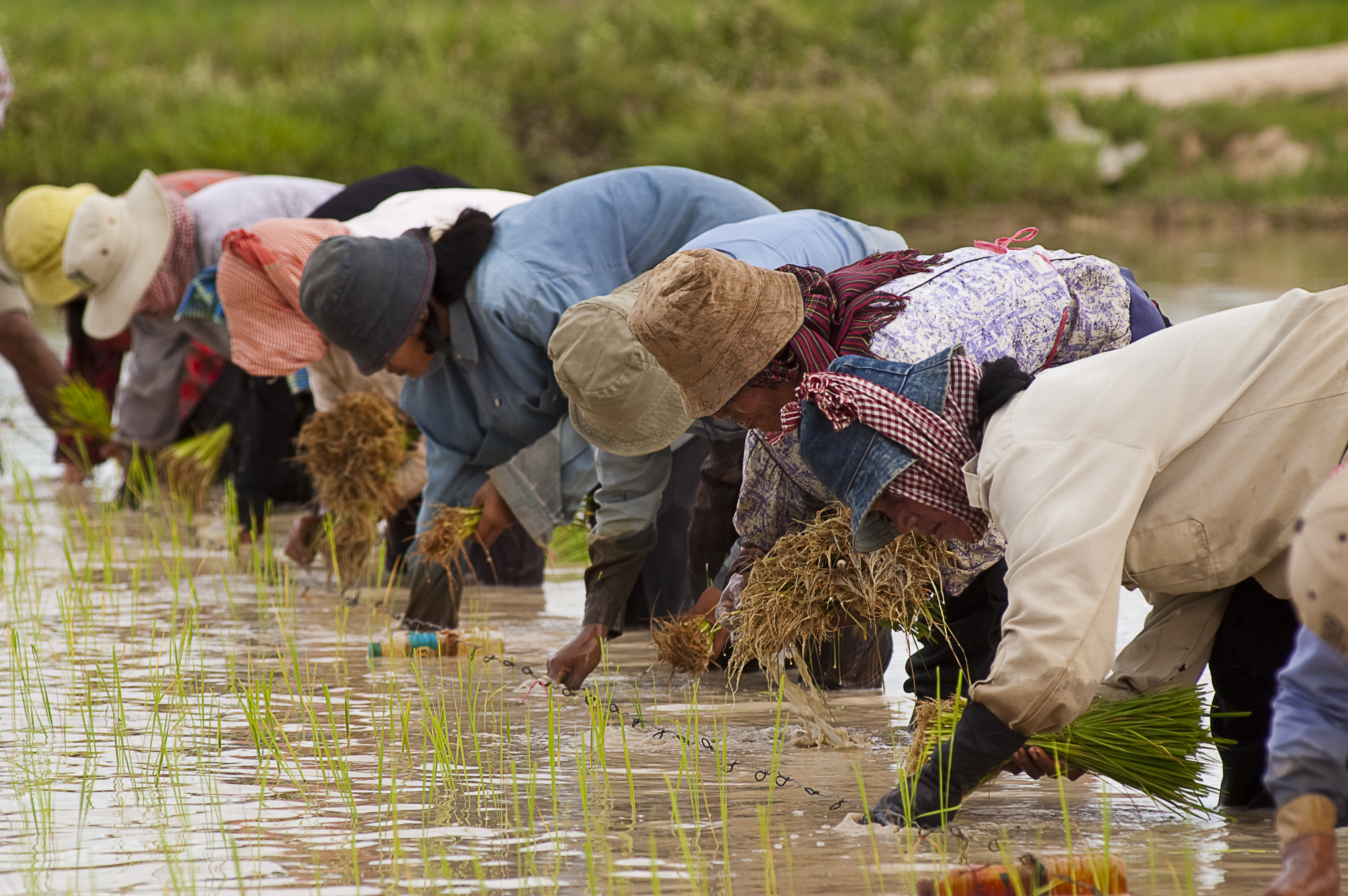
Agricultores plantando arroz no Camboja

Um arrozal é um campo inundado de terras aráveis usado para o cultivo de culturas semiaquáticas, principalmente arroz e taro. Ele se origina das culturas agrícolas neolíticas de arroz da bacia do rio Yangtzé, no sul da China, associadas às culturas pré-austronésias e Hmong-Mien. Ele foi disseminado na pré-história pela expansão dos povos austronésios para as ilhas do Sudeste Asiático, Madagascar, Melanésia, Micronésia e Polinésia. A tecnologia também foi adquirida por outras culturas no continente asiático para o cultivo de arroz, espalhando-se para o Leste Asiático, Sudeste Asiático Continental e Ásia Meridional.
Os campos podem ser construídos em encostas íngremes como terraços ou adjacentes a áreas deprimidas ou com declives acentuados, como rios ou pântanos. Eles exigem uma grande quantidade de trabalho e materiais para serem criados e necessitam de grandes quantidades de água para irrigação. Bois e búfalos d'água, adaptados para a vida em zonas úmidas, são importantes animais de trabalho usados extensivamente na agricultura em campos de arroz.
A agricultura em campos de arroz continua sendo a forma dominante de cultivo de arroz nos tempos modernos. Ela é praticada extensivamente em Bangladexe, Camboja, China, Índia, Indonésia, Norte do Irã, Japão, Laos, Malásia, Mianmar, Nepal, Coreia do Norte, Paquistão, Filipinas, Coreia do Sul, Sri Lanka, Tailândia, Taiwan e Vietnã. Também foi introduzida em outros lugares desde a era colonial, notavelmente no norte da Itália, na Camargue, na França, e na Espanha, particularmente nas zonas úmidas da Albufera de Valência na Comunidade Valenciana, no Delta do Ebro na Catalunha e nas zonas úmidas do Guadalquivir na Andaluzia, bem como ao longo da costa do Brasil, no Vale do Artibonite no Haiti, no Vale de Sacramento na Califórnia e em West Lothian na Escócia, entre outros lugares.
O cultivo de arroz em campos inundados não deve ser confundido com o cultivo de arroz de águas profundas, que é cultivado em condições de inundação com água de mais de 50 cm de profundidade por pelo menos um mês. As emissões globais dos campos de arroz representam pelo menos 10% das emissões globais de metano. Sistemas de irrigação por gotejamento têm sido propostos como uma possível solução ambiental e comercial.

## Etimologia
Arrozal é estreitamente relacionado ao arroz, cuja palavra deriva do árabe "al-ruzz" (الرز), que foi assimilada pelas línguas românicas durante a Idade Média. O termo árabe, por sua vez, tem origens no termo persa "brizi" ou "birinj". A palavra persa é descendente do termo sânscrito "vrihi", que é um dos termos mais antigos conhecidos para designar o arroz.

## História

### Período Neolítico na China Meridional

Mapa da China Neolítica (8 500 a 1 500 a.C.)

Evidências genéticas mostram que todas as formas de arroz de terras alagadas, incluindo tanto o arroz indica quanto o japonica, surgiram da domesticação do arroz selvagem Oryza rufipogon por culturas associadas aos falantes pré-austronésios e Hmong-Mien. Isso ocorreu há 13 500 a 8 200 anos ao sul do rio Yangtzé, na China atual.

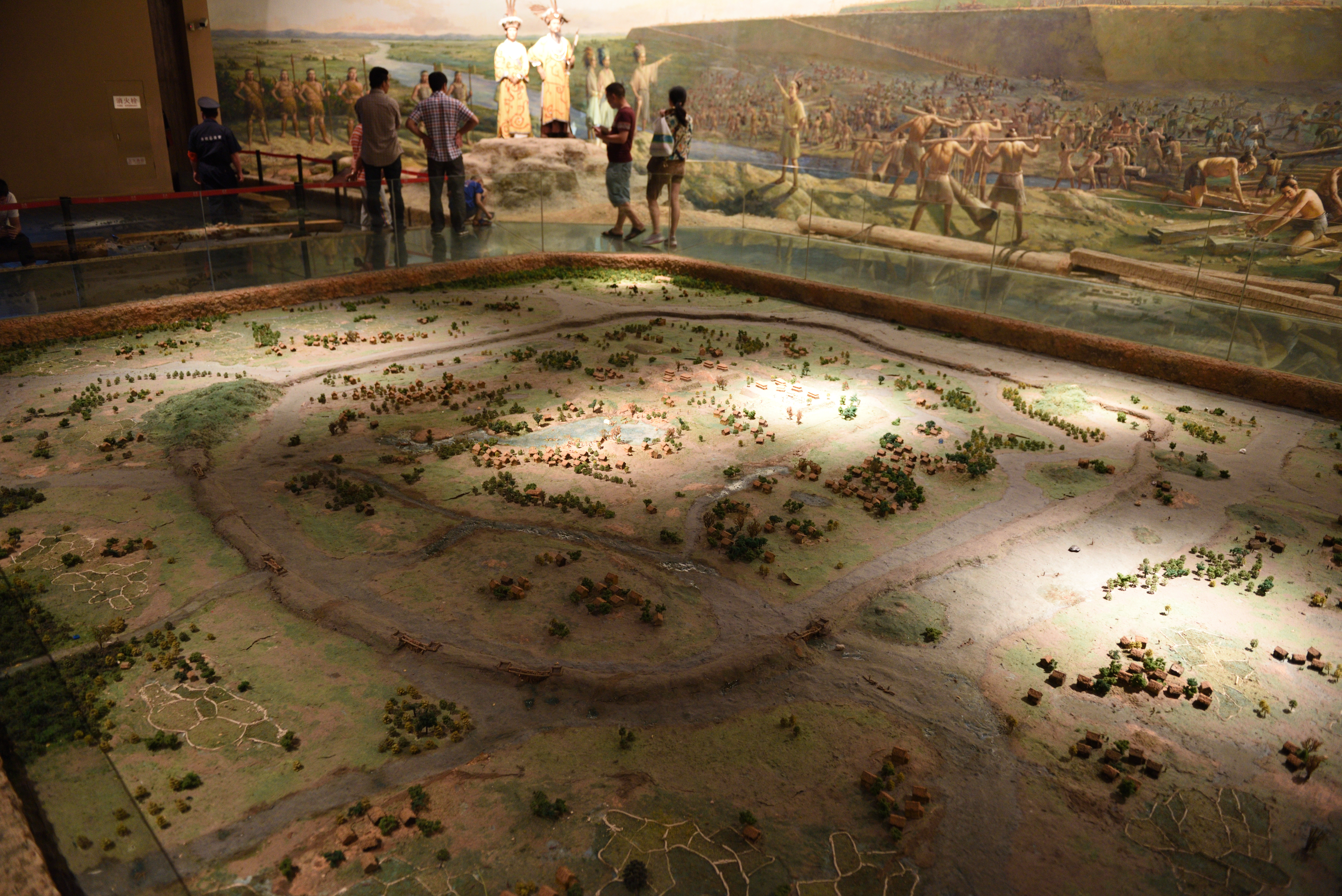
Modelo de uma cidade antiga da cultura Liangzhu (3.400 a 2.250 a.C.) cercada por um fosso com arrozais

Existem dois prováveis centros de domesticação do arroz, bem como o desenvolvimento da tecnologia de campos alagados. O primeiro está localizado no baixo rio Yangtzé, acredita-se ser a zona de origem dos povos pré-austronésios e possivelmente também dos falantes da família linguística Kra-Dai, associados às culturas de Kuahuqiao, Hemudu, Majiabang, Songze, Liangzhu e Maquiao. O segundo centro está no médio rio Yangtzé, considerado zona de origem dos primeiros falantes Hmong-Mien, associados às culturas de Pengtoushan, Nanmuyuan, Liulinxi, Daxi, Qujialing e Shijiahe. Ambas as regiões eram densamente povoadas e mantinham contatos comerciais regulares entre si, assim como com os primeiros falantes austro-asiáticos a oeste e os primeiros falantes Kra-Dai ao sul, facilitando a disseminação do cultivo de arroz por toda a China meridional.

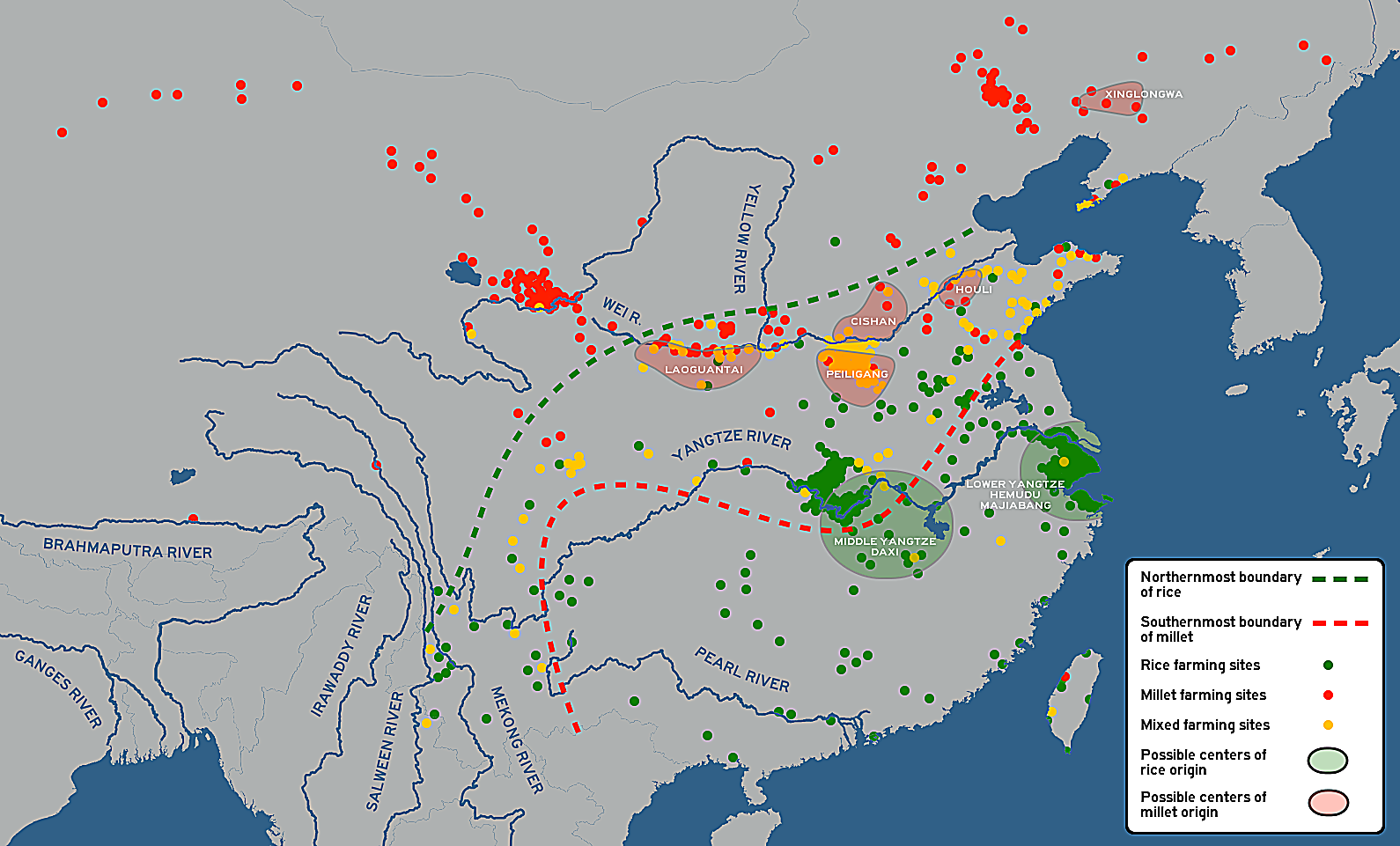
Distribuição espacial de arroz, milheto e locais de cultivo misto na China Neolítica (He et al., 2017)

O mais antigo campo de arroz encontrado data de 4330 a.C., com base na datação por carbono de grãos de arroz e matéria orgânica do solo encontrados no sítio de Chaodun, em Kunshan. Em Caoxieshan, um sítio da cultura neolítica Majiabang, arqueólogos escavaram campos de arroz. Alguns arqueólogos afirmam que Caoxieshan pode datar de 4000 a 3000 a.C. Há evidências arqueológicas de que arroz não descascado era armazenado para uso militar e para enterros desde o período neolítico até a dinastia Han na China.
No final do Neolítico (3 500 a 2 500 a.C.), a população nos centros de cultivo de arroz havia aumentado rapidamente, concentrando-se nas culturas de Qujialing-Shijiahe e Liangzhu. Havia evidências de cultivo intensivo de arroz em campos alagados, além de culturas materiais cada vez mais sofisticadas nessas duas regiões. O número de assentamentos entre as culturas do Yangtze e seus tamanhos aumentaram, levando alguns arqueólogos a caracterizá-los como verdadeiros estados, com estruturas sócio-políticas avançadas. No entanto, não se sabe se havia controle centralizado nessas sociedades.
No Neolítico final (2 500 a 2 000 a.C.), Shijiahe diminuiu em tamanho e Liangzhu desapareceu completamente. Isso é amplamente atribuído à expansão para o sul da cultura Longshan, de origem sino-tibetana. Fortificações como muralhas (bem como extensos fossos nas cidades de Liangzhu) são características comuns nos assentamentos deste período, indicando conflitos generalizados. Este período também coincide com o movimento para o sul das culturas de arroz para as regiões de Lingnan e Fuquiém, assim como as migrações para o sul dos povos Austronésios, Kra-dai e Austro-asiáticos para o Sudeste Asiático Continental e Insular.

### Expansão austronésia

Expansão dos povos austronésios (3 500 a.C. a 1 200 d.C.)

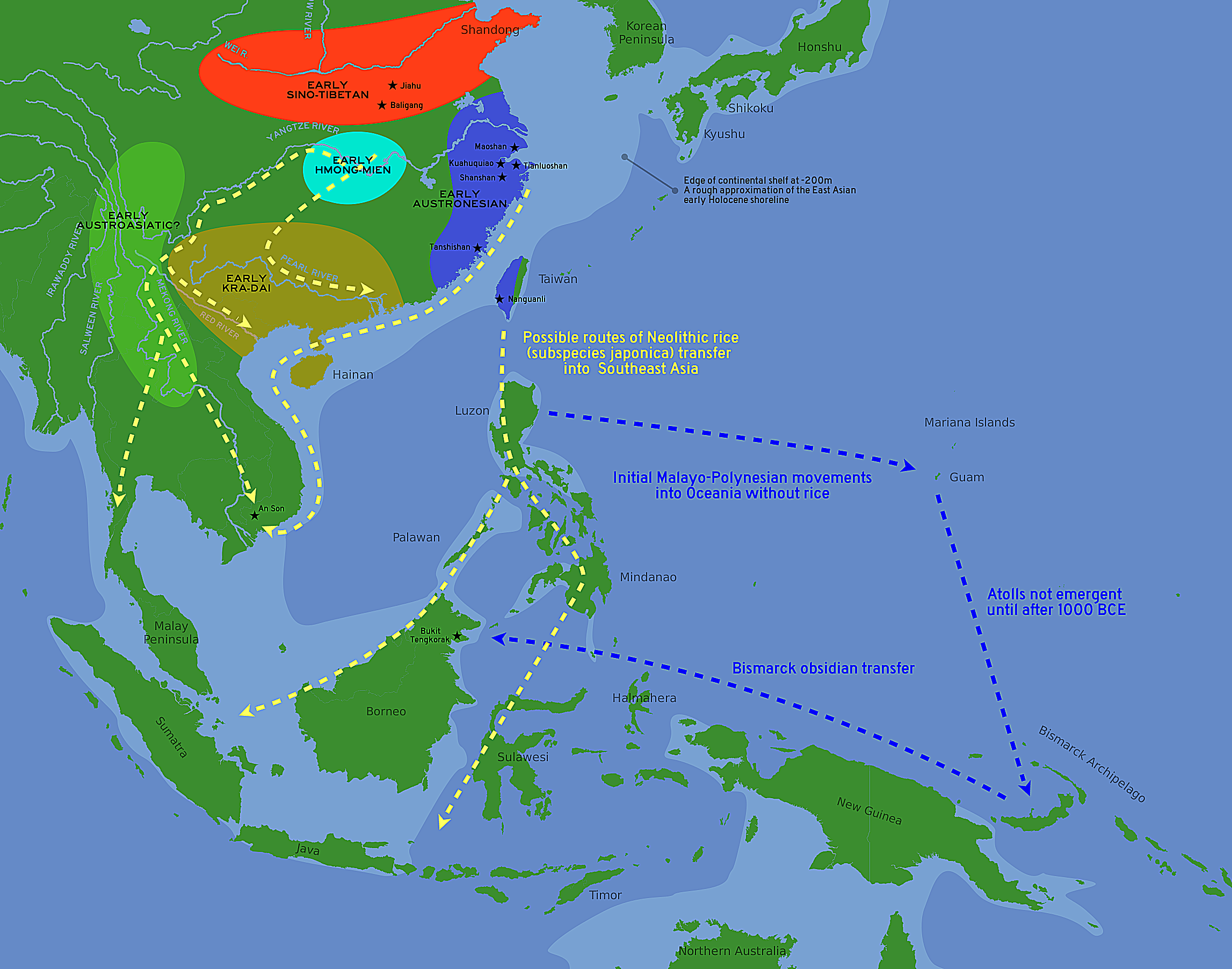
Possíveis origens das famílias linguísticas e prováveis rotas de dispersão inicial do arroz (cerca de 3 500 a 500 a.C.). Os litorais aproximados durante o início do Holoceno são mostrados em azul mais claro. (Bellwood, 2011)

A disseminação do cultivo de arroz japonês e da agricultura em arrozais para o Sudeste Asiático começou com as migrações da cultura Dapenkeng para Taiwan entre 3 500 e 2 000 a.C. O sítio de Nanguanli em Taiwan, datado de cerca de 2 800 a.C., produziu numerosos restos carbonizados de arroz e milheto em condições de solo encharcado, indicando um cultivo intensivo de arroz em áreas alagadas e cultivo de milheto em áreas secas.

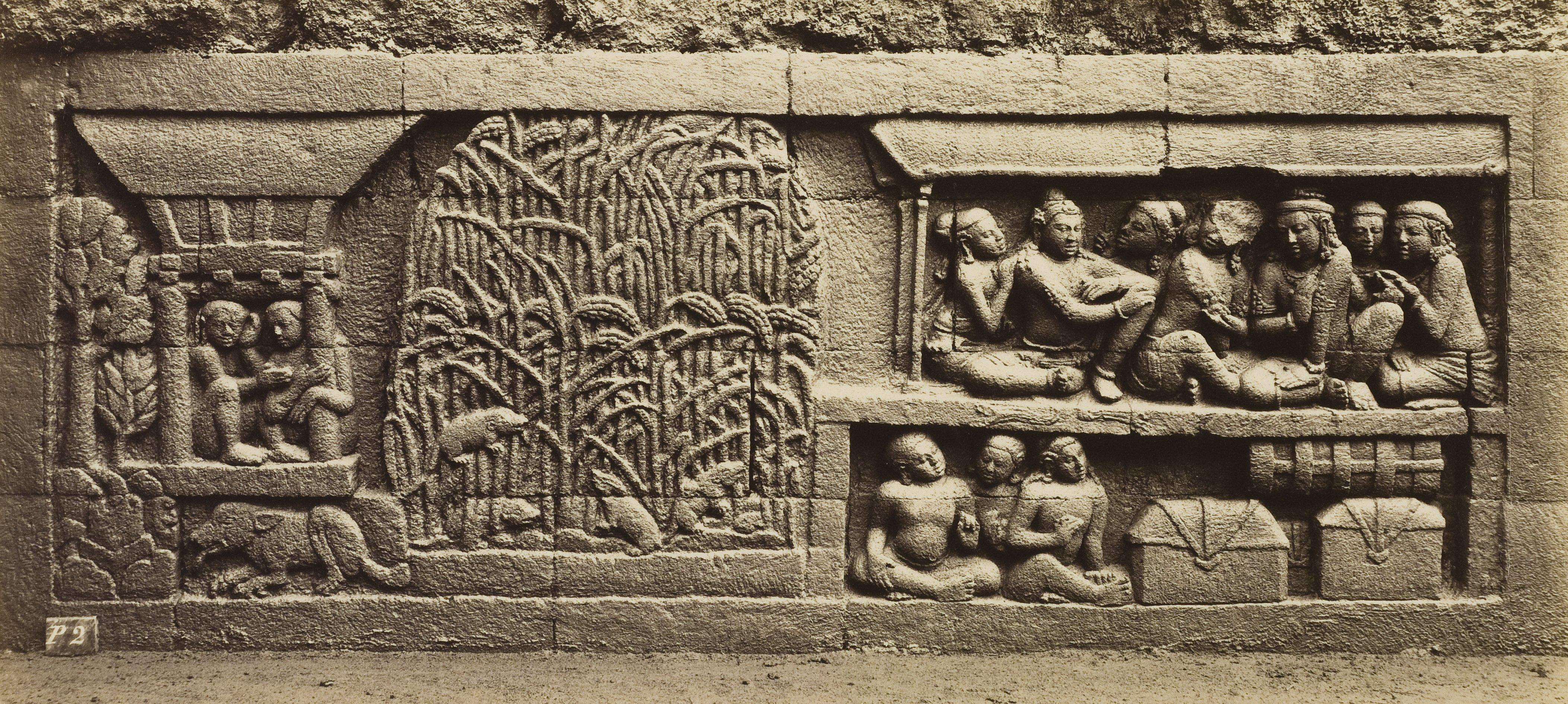
Baixo-relevo de Karmawibhanga do século IX em Borobudur descreve um celeiro de arroz e plantas de arroz infestadas por pestilência de ratos. O cultivo de arroz tem uma longa história na Indonésia.

Por volta de 2 000 a 1 500 a.C., teve início a expansão austronésia, com colonos de Taiwan migrando para o sul e se estabelecendo em Lução, nas Filipinas, trazendo consigo tecnologias de cultivo de arroz. A partir de Lução, os austronésios colonizaram rapidamente o restante do arquipélago malaio, movendo-se para o oeste em direção a Bornéu, a Península Malaia e Sumatra; e para o sul em direção a Celebes e Java. Até 500 a.C., há evidências de um cultivo intensivo de arroz em áreas alagadas já estabelecido em Java e Bali, especialmente próximo a ilhas vulcânicas muito férteis.
O arroz não sobreviveu às viagens austronésias para Micronésia e Polinésia; no entanto, a agricultura em campos alagados foi transferida para o cultivo de outras culturas, especialmente para o cultivo de taro. A cultura Lapita também entrou em contato com agricultores precoces não-austronésios (papuásios) da Nova Guiné e introduziu técnicas de cultivo em áreas alagadas a eles. Por sua vez, os papuásios assimilaram sua variedade de frutas e tubérculos indígenas cultivados antes de se espalharem mais para leste em direção à Melanésia e Polinésia.
O arroz e a agricultura em campos alagados também foram introduzidos em Madagascar, nas Comores e na costa leste da África por volta do primeiro milênio d.C. por colonos austronésios oriundos das Grandes Ilhas da Sonda.

### Coreia
Existem dez campos de arroz arqueologicamente escavados na Coreia. Os dois mais antigos são os sítios de Okhyun e Yaumdong, encontrados em Ulsan, datando do início do período de cerâmica Mumun.
A agricultura em campos de arroz tem milhares de anos de história na Coreia. Um abrigo subterrâneo no sítio de Daecheon-ni revelou grãos de arroz carbonizados e datas de radiocarbono, indicando que o cultivo de arroz em campos secos pode ter começado tão cedo quanto o período de cerâmica Jeulmun Médio (aproximadamente 3 500-2 000 a.C.) na Península Coreana. Antigos campos de arroz foram cuidadosamente desenterrados na Coreia por instituições como o Museu da Universidade de Kyungnam (KUM) em Masan. Eles escavaram características de campos de arroz no sítio de Geumcheon-ni, perto de Miryang, província de Gyeongsang do Sul. A característica do campo de arroz foi encontrada ao lado de um abrigo subterrâneo datado da última parte do período inicial da cerâmica Mumun (aproximadamente 1 100-850 a.C.). O KUM também conduziu escavações que revelaram características de campos de arroz com datas semelhantes em Yaeum-dong e Okhyeon, na Ulsan moderna.
Os primeiros vestígios Mumun geralmente estavam localizados em estreitos vales baixos, naturalmente pantanosos e alimentados pelo sistema local de córregos. Alguns campos de arroz Mumun em áreas planas eram compostos por uma série de quadrados e retângulos, separados por diques com aproximadamente 10cm de altura, enquanto campos de arroz em terraços consistiam em formas longas e irregulares que seguiam os contornos naturais do terreno em diferentes níveis.
Os agricultores de arroz do período Mumun utilizavam todos os elementos presentes nos campos de arroz modernos, como terraços, diques, canais e pequenos reservatórios. Podemos compreender algumas técnicas de cultivo de arroz em campos alagados do período Mumun Médio (cerca de 850-550 a.C.) a partir de ferramentas de madeira bem preservadas escavadas nos campos de arroz arqueológicos do sítio de Majeon-ni. No entanto, ferramentas de ferro para o cultivo de campos de arroz só foram introduzidas depois de aproximadamente 200 a.C. A escala espacial dos campos de arroz aumentou com o uso regular de ferramentas de ferro durante o período dos Três Reinos da Coreia (cerca de 300/400 a 668 d.C.).

### Japão
Os primeiros campos de arroz no Japão datam do período Yayoi Inicial (300 a.C. - 250 d.C.). O Alto Yayoi foi re-datado, e com base em estudos das primeiras formações de campos de arroz em Quiuxu, foi constatado que a agricultura de arroz em campos alagados no Japão foi diretamente adotada da bacia do rio Yangtzé Inferior, no leste da China.

## Cultura

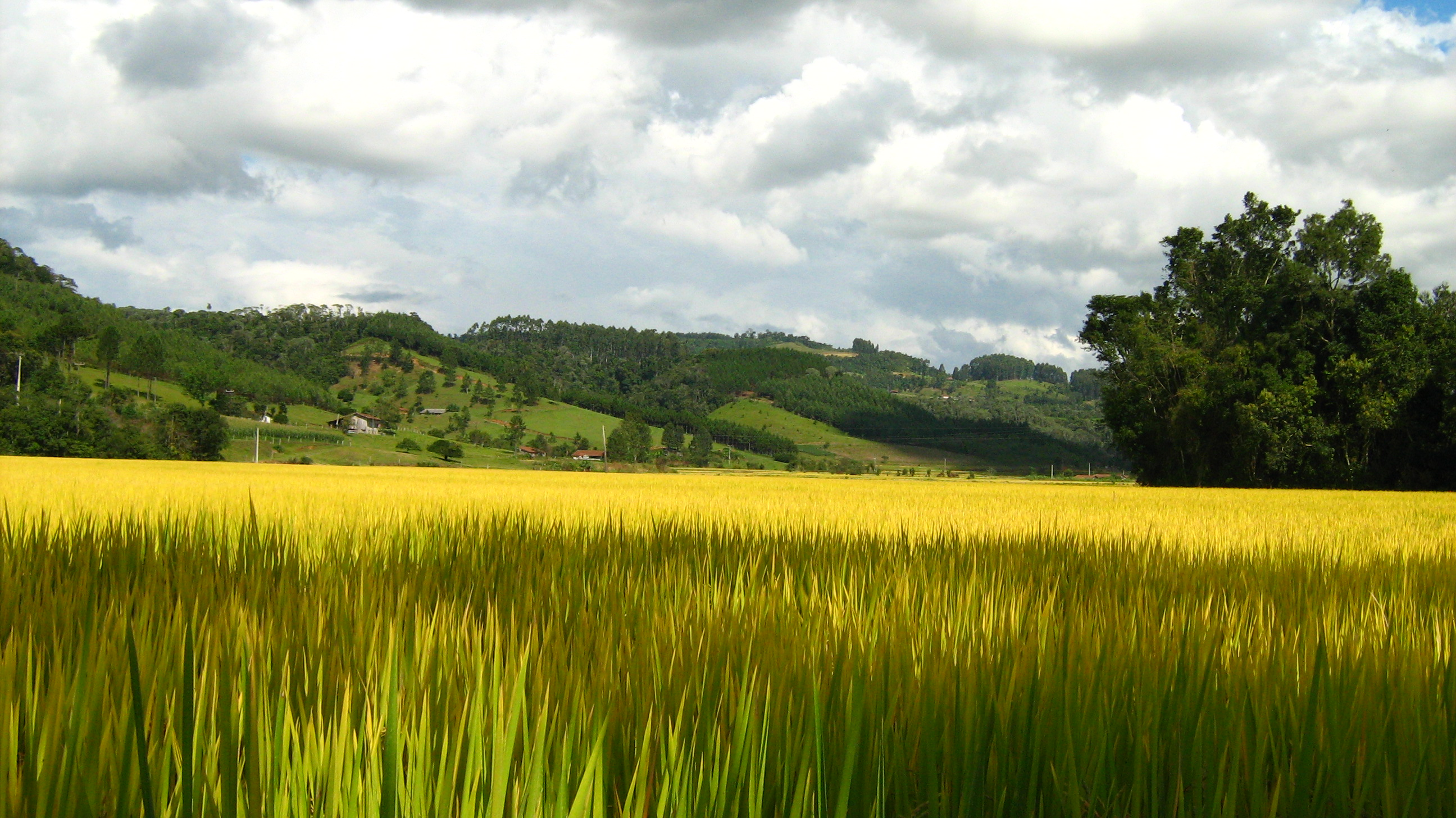
Plantação de Arroz perto de Rio do Sul, Santa Catarina, Brasil

| China                                             | 204,3 |
| Índia                                             | 152,6 |
| Indonésia                                         | 69,0  |
| Vietnã                                            | 43,7  |
| Tailândia                                         | 37,8  |
| Bangladesh                                        | 33,9  |
| Mianmar                                           | 33,0  |
| Filipinas                                         | 18,0  |
| Brasil                                            | 11,5  |
| Japão                                             | 10.7  |
| Paquistão                                         | 9.4   |
| Camboja                                           | 9.3   |
| Estados Unidos                                    | 9,0   |
| Coréia                                            | 6.4   |
| Egito                                             | 5.9   |
| Nepal                                             | 5.1   |
| Nigéria                                           | 4.8   |
| Madagáscar                                        | 4,0   |
| Sri Lanka                                         | 3.8   |
| Laos                                              | 3.5   |
| Fonte: Organização para Alimentação e Agricultura |       |

### Brasil
O cultivo de arroz no Brasil tem uma história marcada pela sua introdução durante o período colonial. Os primeiros registros indicam que os portugueses trouxeram as primeiras sementes de arroz para o país no século XVI, principalmente para as regiões litorâneas. No entanto, foi a partir do século XIX, com a expansão da agricultura de base familiar no sul do Brasil, que o cultivo de arroz se estabeleceu de forma mais significativa. O Rio Grande do Sul se destacou como o principal estado produtor desde então, impulsionado por suas condições climáticas favoráveis e vastas áreas alagadas propícias para o cultivo de arroz irrigado.
Atualmente, o Brasil é um dos maiores produtores de arroz do mundo, com outros estados além do Rio Grande do Sul se destacando na produção. Santa Catarina e Tocantins também possuem áreas consideráveis de cultivo de arroz, utilizando tanto técnicas de irrigação por inundação quanto sistemas modernos de irrigação por gotejamento. A produção brasileira de arroz não apenas supre o mercado interno, mas também contribui significativamente para as exportações, especialmente para países da América Latina e da África.

### China

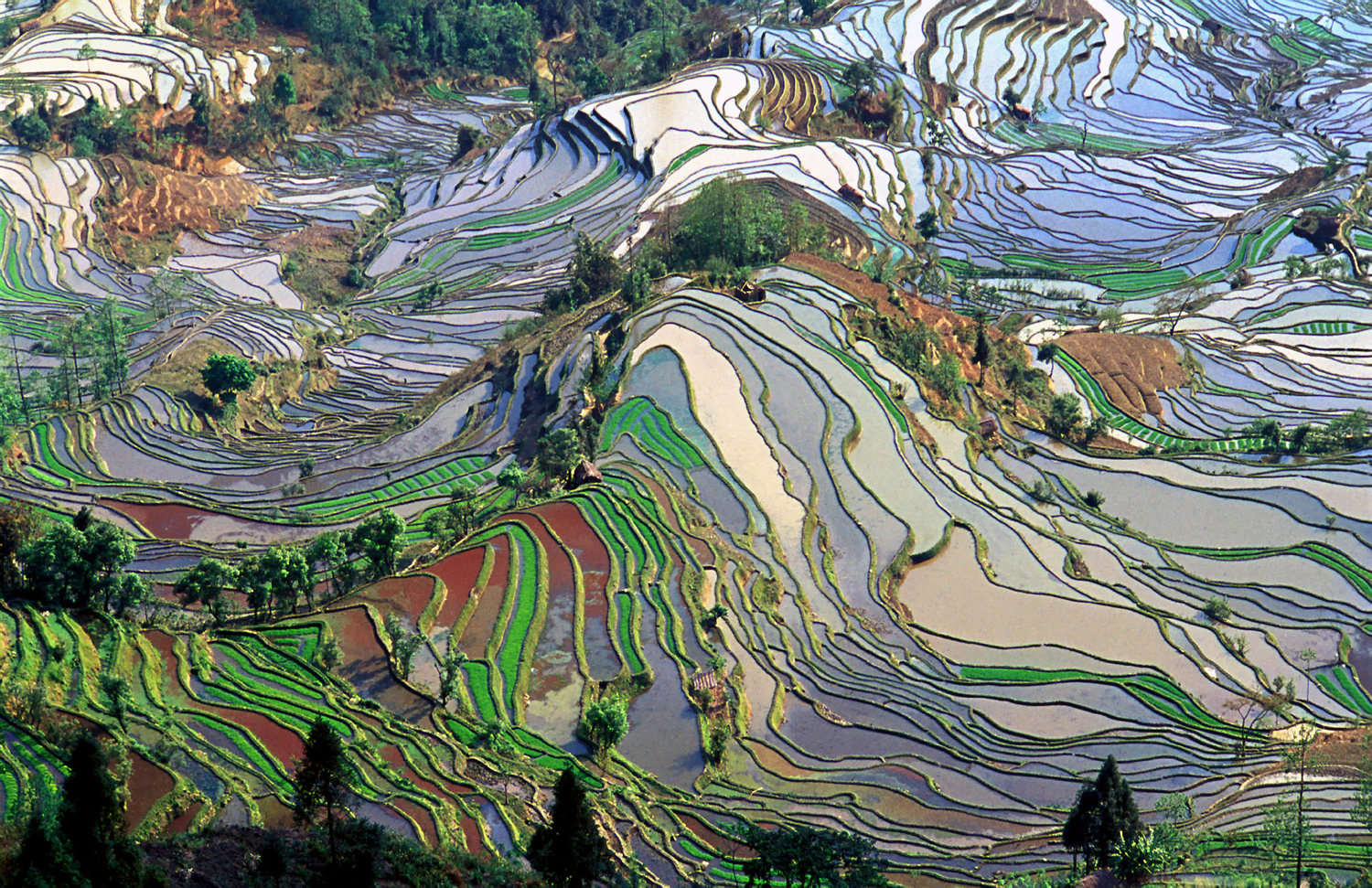
Terraços de arroz no condado de Yuanyang, Yunnan, China

Embora a produção agrícola da China seja a maior do mundo, apenas cerca de 15% de sua área total de terra pode ser cultivada. Aproximadamente 75% da área cultivada é usada para culturas alimentares. O arroz é a cultura mais importante da China, sendo cultivado em cerca de 25% da área cultivada. A maior parte do arroz é cultivado ao sul do rio Huai, no vale do rio Yangtzé, no delta do rio das Pérolas, e nas províncias de Iunã, Guizhou e Sujuão.[carece de fontes?]
O arroz parece ter sido utilizado pelas populações do Neolítico inicial de Lijiacun e Yunchanyan na China. Evidências de possível cultivo de arroz datando de aproximadamente 11 500 anos atrás foram encontradas, porém ainda há questionamentos se o arroz estava de fato sendo cultivado ou apenas coletado como arroz selvagem. Bruce Smith, um arqueólogo do Instituto Smithsonian em Washington, D.C., que escreveu sobre as origens da agricultura, afirma que as evidências têm indicado que o rio Yangtze provavelmente foi o local do cultivo mais antigo de arroz. Em 1998, Crawford & Shen relataram que a mais antiga de 14 datas de AMS ou radiocarbono de arroz de pelo menos nove sítios do Neolítico inicial a médio não é mais antiga que 7 000 a.C., e que o arroz dos sítios de Hemudu e Luojiajiao indica que a domesticação do arroz provavelmente começou antes de 5 000 a.C., mas que a maioria dos sítios na China onde foram encontrados restos de arroz são mais jovens que 5 000 a.C.

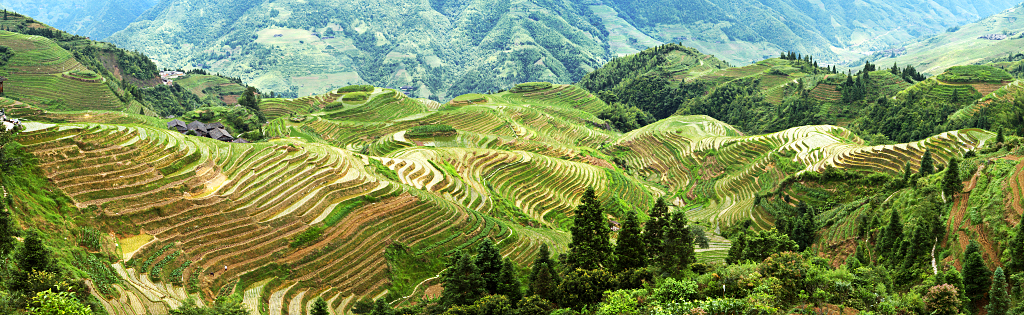
Panorama dos terraços de Longji, um dos terraços de arroz Longsheng de Guangcim, China

Durante o período das Primaveras e Outonos (722-481 a.C.), duas melhorias revolucionárias na tecnologia agrícola ocorreram na China. Uma delas foi o uso de ferramentas de ferro fundido e animais de carga para puxar arados, e a outra foi a exploração em grande escala dos rios e o desenvolvimento de projetos de conservação de água. Sunshu Ao, do século VI a.C., e Ximen Bao, do século V a.C., são dois dos primeiros engenheiros hidráulicos da China, e seus trabalhos foram focados na melhoria dos sistemas de irrigação. Esses desenvolvimentos se espalharam amplamente durante o período subsequente dos Estados Combatentes (403-221 a.C.), culminando no enorme Sistema de Irrigação Dujiangyan, projetado por Li Bing por volta de 256 a.C. para o Estado de Chim, na antiga província de Sujuão.
Durante os períodos da dinastia Jin (317-420) e das dinastias do Norte e do Sul (420-589), o uso da terra se tornou mais intensivo e eficiente. O arroz passou a ser cultivado duas vezes por ano, e o gado começou a ser utilizado para arar e fertilizar os campos.
Por volta de 750 d.C., 75% da população da China vivia ao norte do rio Yangtze, mas até 1250 d.C., 75% da população vivia ao sul dele. Essa migração em larga escala foi possível devido à introdução de variedades de arroz de amadurecimento rápido do Vietnã, adequadas para cultivo múltiplo.
Famosos arrozais chineses incluem os Terraços de Arroz de Longsheng e os campos do Condado de Yuanyang, em Iunã.[carece de fontes?]

### Índia

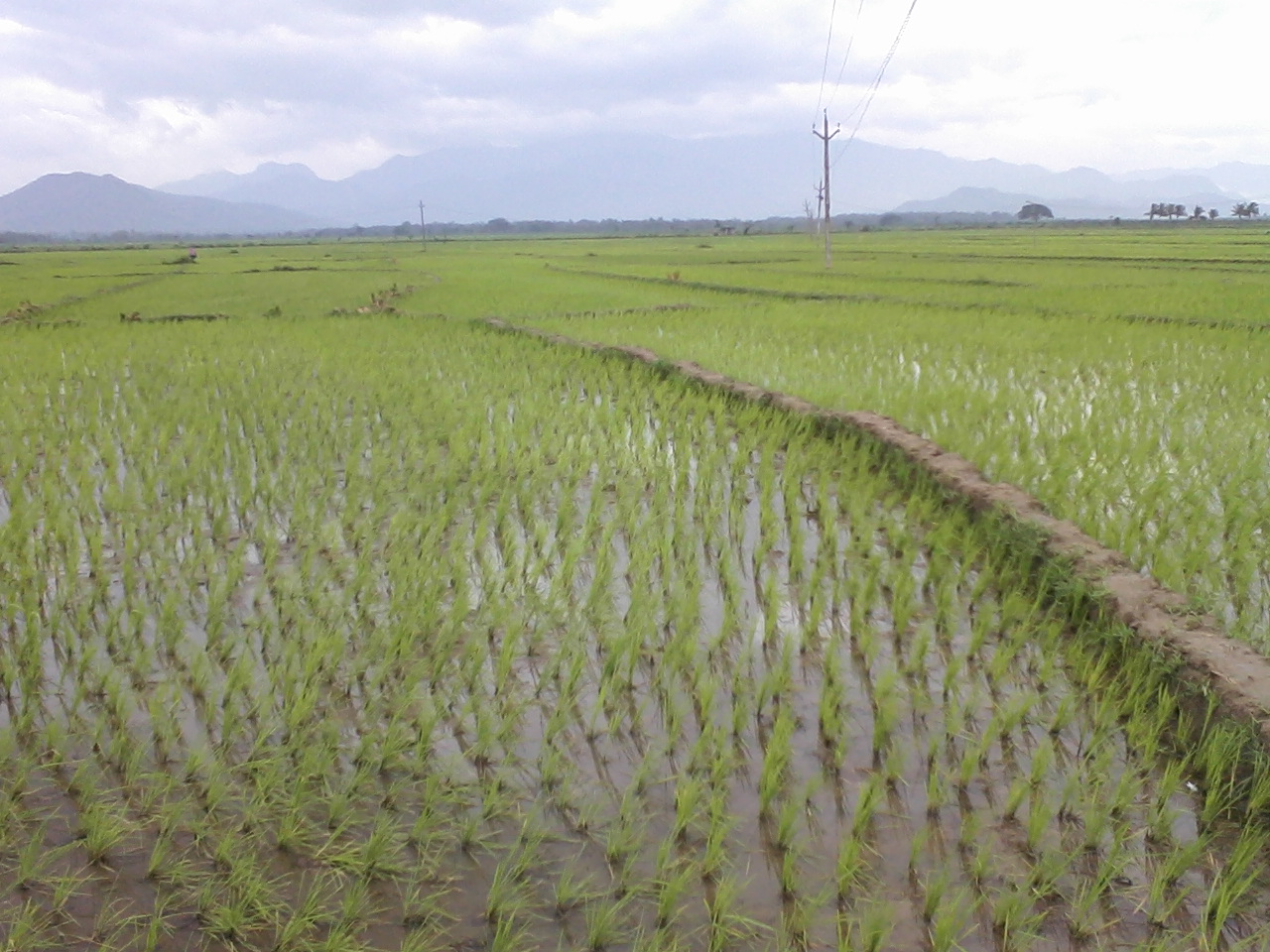
Campos de arroz com mudas plantadas na aldeia de Karthalipalem, Andra Pradexe, Índia

A Índia tem a maior produção de arroz do mundo e também é o maior exportador de arroz, conforme dados de 2020. No estado de Bengala Ocidental, a produção de arroz é a maior do país. Arrozais são uma visão comum em toda a Índia, tanto nas planícies gangéticas ao norte quanto nos planaltos peninsulares ao sul. O arroz é cultivado pelo menos duas vezes ao ano na maior parte da Índia, nas estações conhecidas como Rabi e Kharif. O cultivo no período de Rabi depende da irrigação, enquanto o de Kharif depende das monções. O cultivo de arroz desempenha um papel importante na vida socioeconômica e cultural da Índia rural. Muitos festivais regionais celebram a colheita, como Onam, Bihu, Thai Pongal, Makar Sankranti e Nabanna. A região delta do rio Kaveri em Thanjavur é historicamente conhecida como o celeiro de arroz de Tâmil Nadu, e Kuttanadu é chamado o celeiro de arroz de Querala. Gangavathi é conhecida como o celeiro de arroz de Carnataca.[carece de fontes?]

### Indonésia

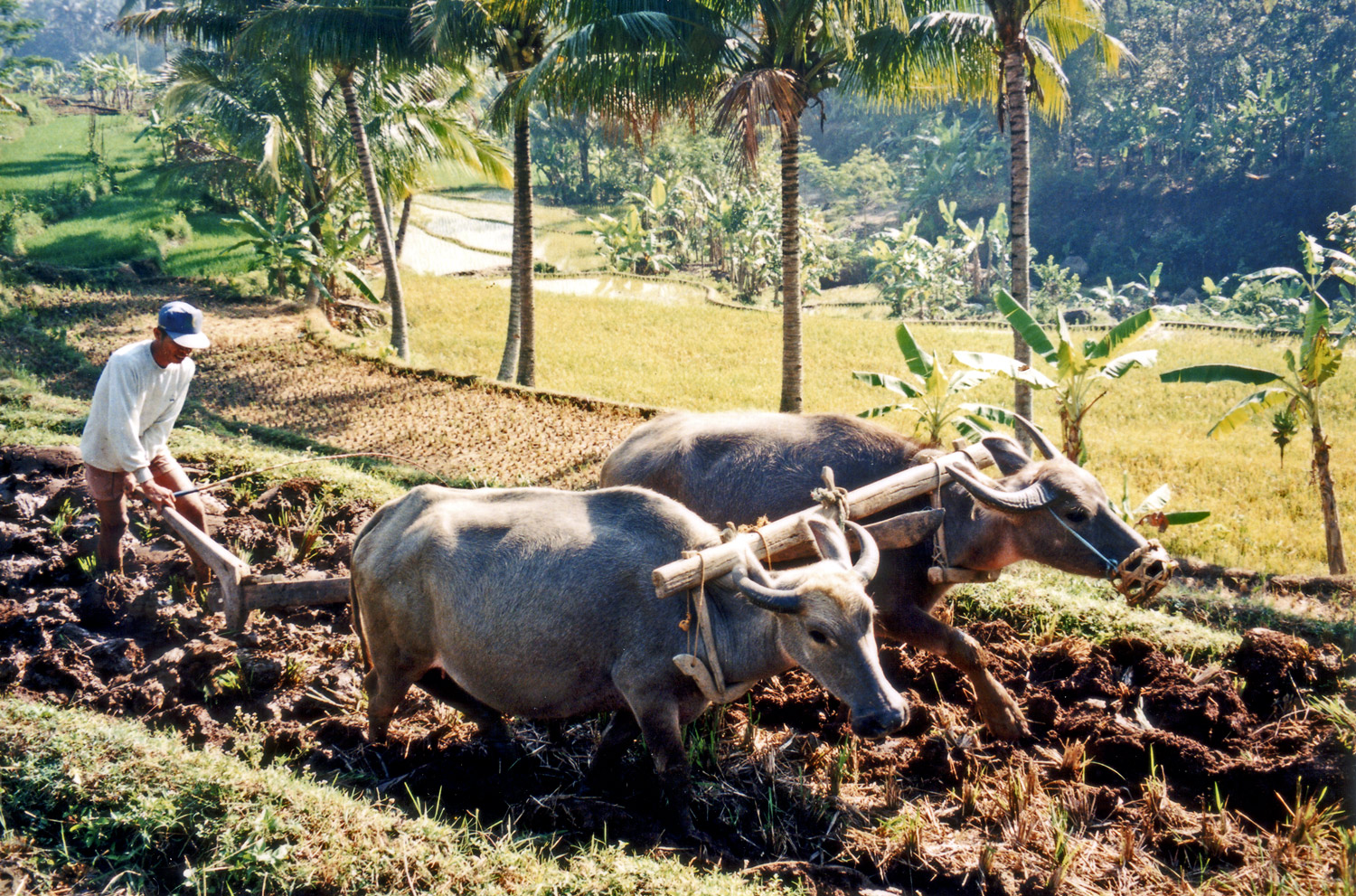
Búfalos-asiáticos eram usados anteriormente para arar arrozais lamacentos na Indonésia. O uso de métodos mecanizados, como pequenos arados motorizados, se tornou muito mais comum nos últimos anos.

Os arrozais principais de Java produzem aproximadamente 6 toneladas métricas de arroz não beneficiado (equivalente a 2,5 toneladas métricas de arroz branqueado) por hectare. Quando há irrigação disponível, os agricultores de arroz geralmente plantam variedades de arroz da Revolução Verde que permitem três épocas de crescimento por ano. Como fertilizantes e pesticidas são insumos relativamente caros, os agricultores geralmente plantam sementes em uma área muito pequena. Três semanas após a germinação, os talos de 15-20 centímetros são colhidos e replantados com maior espaçamento, em um procedimento manual extenuante.
A colheita de arroz em Java Central muitas vezes não é realizada pelos proprietários ou arrendatários dos arrozais, mas sim por intermediários itinerantes, cujas pequenas empresas especializam-se na colheita, transporte, beneficiamento e distribuição de arroz.
O solo fértil de origem vulcânica em grande parte do arquipélago indonésio, especialmente nas ilhas de Java e Bali, tornou o arroz um alimento básico central. O terreno íngreme em Bali resultou em sistemas complexos de irrigação, conhecidos localmente como subak, para gerenciar o armazenamento de água e a drenagem nos terraços de arroz.

### Itália

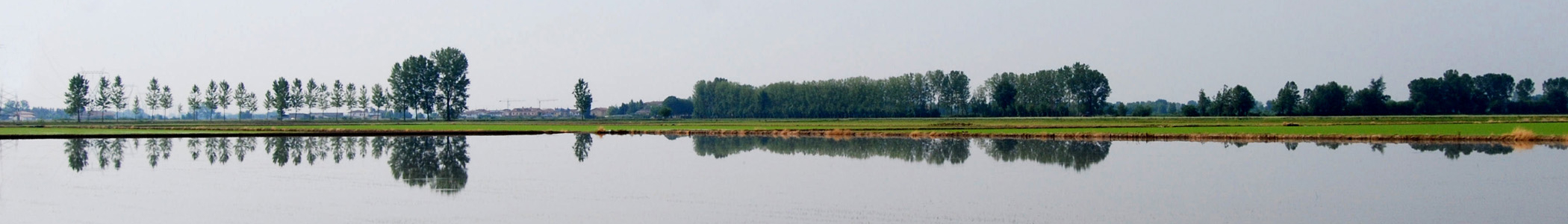
Campos de arroz perto de Mântua

O arroz é cultivado no norte da Itália, especialmente no vale do rio Pó. Os campos de arroz são irrigados por rios de fluxo rápido que descem dos Alpes. No século XIX e grande parte do século XX, os campos de arroz eram cultivados pelas mondinas, uma subcultura de trabalhadoras sazonais nos campos de arroz, compostas principalmente por mulheres pobres.[carece de fontes?]

### Japão

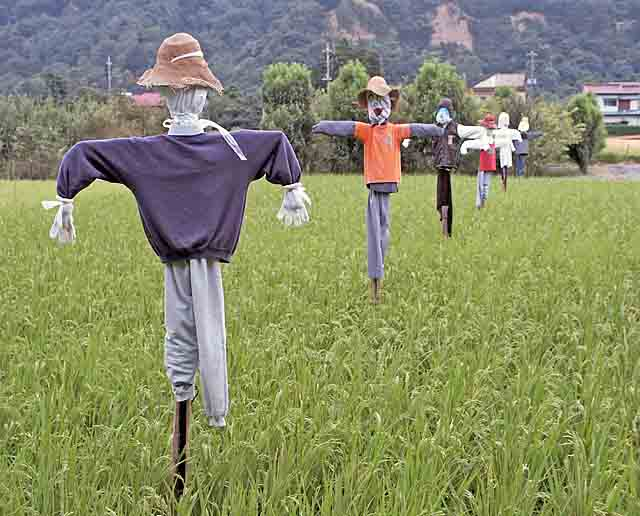
Espantalhos em arrozais no Japão

As condições de solo ácido comuns no Japão, devido às erupções vulcânicas, fizeram dos campos de arroz o método agrícola mais produtivo. Os campos de arroz são representados pelo kanji 田 (comumente lido como "ta" ou "den"), que teve uma forte influência na cultura japonesa. Na verdade, o caractere 田, que originalmente significava "campo" em geral, é usado exclusivamente no Japão para se referir a campos de arroz. Uma das mais antigas amostras de escrita no Japão é amplamente creditada ao kanji 田 encontrado em cerâmicas no sítio arqueológico de Matsusaka, na prefeitura de Mie, que remonta ao final do século II.
O kanji 田 (ta) é usado como parte de muitos nomes de lugares e também em muitos sobrenomes no Japão. A maioria desses lugares está de alguma forma relacionada aos campos de arroz e, em muitos casos, baseia-se na história de uma localidade específica. Por exemplo, onde um rio atravessa uma vila, o local a leste do rio pode ser chamado de Higashida (東田), literalmente "campo de arroz ao leste". Um local com um campo de arroz recém-irrigado, especialmente aqueles feitos durante ou após o período Edo, pode ser chamado de Nitta ou Shinden (ambos 新田), "novo campo de arroz". Em alguns lugares, lagos e pântanos foram comparados a campos de arroz e receberam nomes com o kanji ta, como Hakkōda (八甲田).
Hoje em dia, muitos sobrenomes têm o ideograma ta como componente, uma prática que pode ser largamente atribuída a um édito governamental no início do período Meiji, que exigia que todos os cidadãos tivessem um sobrenome. Muitos escolheram um nome com base em alguma característica geográfica associada à sua residência ou ocupação, e como cerca de três quartos da população eram agricultores, muitos criaram sobrenomes usando ta. Alguns exemplos comuns são Tanaka (田中), que significa literalmente "no campo de arroz;" Nakata (中田), "campo de arroz do meio;" Kawada (川田), "campo de arroz ao lado do rio;" e Furuta (古田), "campo de arroz antigo."
Nos últimos anos, o consumo de arroz no Japão tem diminuído e muitos agricultores de arroz estão cada vez mais idosos. Desde a década de 1970, o governo tem subsidiado a produção de arroz e favorece políticas protecionistas em relação ao arroz importado mais barato.

### Coréia

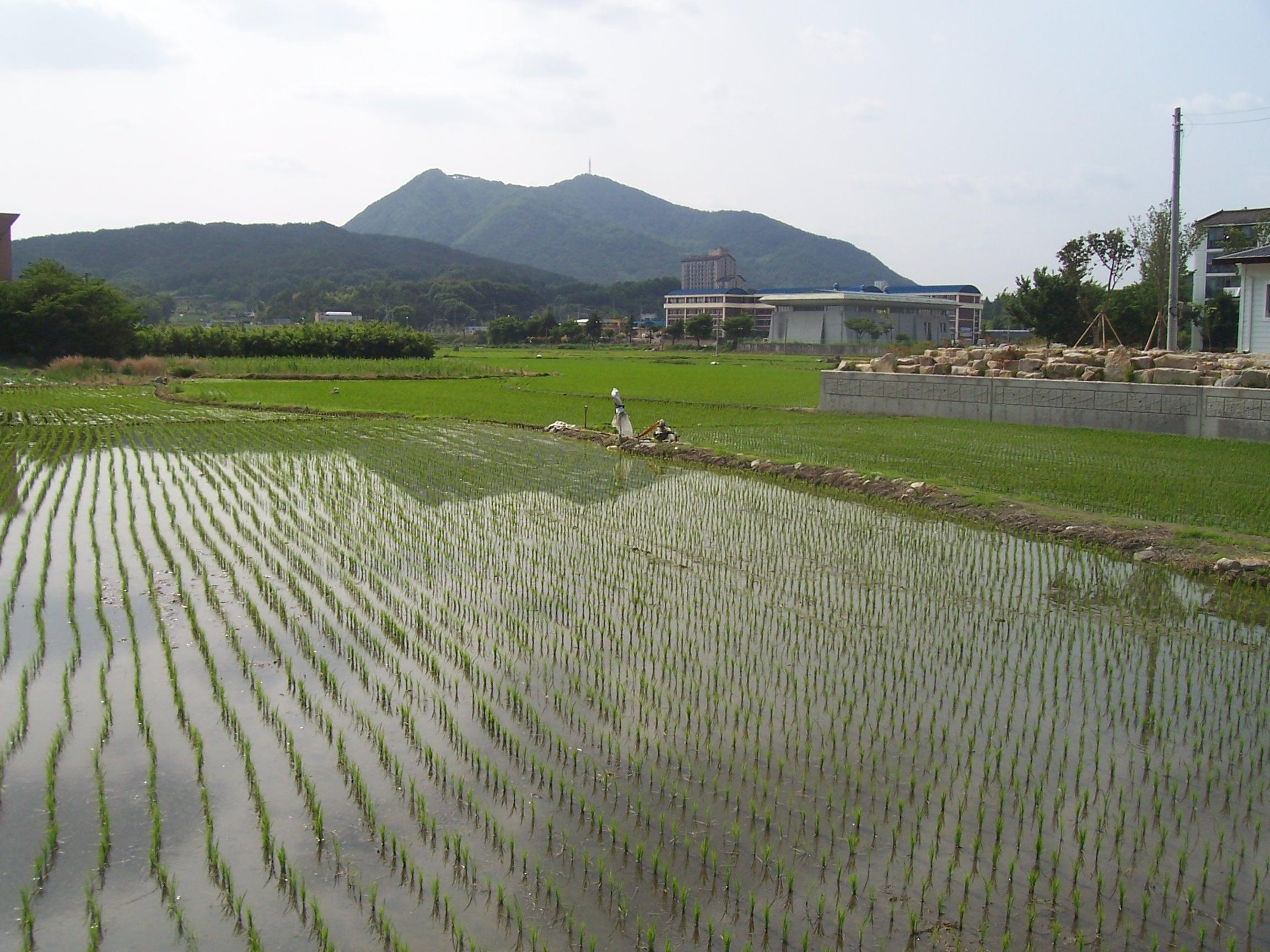
Campo de arroz perto de Namwon, Coreia do Sul, início de junho

Nas pequenas planícies aluviais dos vales fluviais rurais da Coreia do Sul, a terra arável é dedicada ao cultivo de arroz em campos alagados. Os agricultores avaliam os campos de arroz para quaisquer reparos necessários em fevereiro. Os campos podem ser reconstruídos e as rupturas nos diques são reparadas. Este trabalho é realizado até meados de março, quando o clima mais quente da primavera permite que os agricultores comprem ou cultivem mudas de arroz. Elas são transplantadas (geralmente por transplantadoras de arroz) dos ambientes internos para os campos alagados recentemente em maio. Os agricultores cuidam e fazem a capina dos campos de arroz durante o verão até cerca do tempo do Chuseok, um feriado tradicional celebrado no dia 15 de agosto no calendário lunar (por volta de meados de setembro no calendário solar). A colheita começa em outubro. Coordenar a colheita pode ser desafiador porque muitos agricultores coreanos têm pequenos campos de arroz em várias localizações ao redor de suas aldeias, e máquinas modernas de colheita às vezes são compartilhadas entre membros da família extensa. Os agricultores geralmente secam os grãos colhidos ao sol antes de levá-los ao mercado.[carece de fontes?]
O caractere Hanja para 'campo', jeon (Coreano: 전; Hanja: 田), é encontrado em alguns nomes de lugares, especialmente em pequenas cidades agrícolas e aldeias. No entanto, o termo específico em coreano para 'arrozal' é uma palavra puramente coreana, "non" (Coreano: 논).[carece de fontes?]

### Madagascar

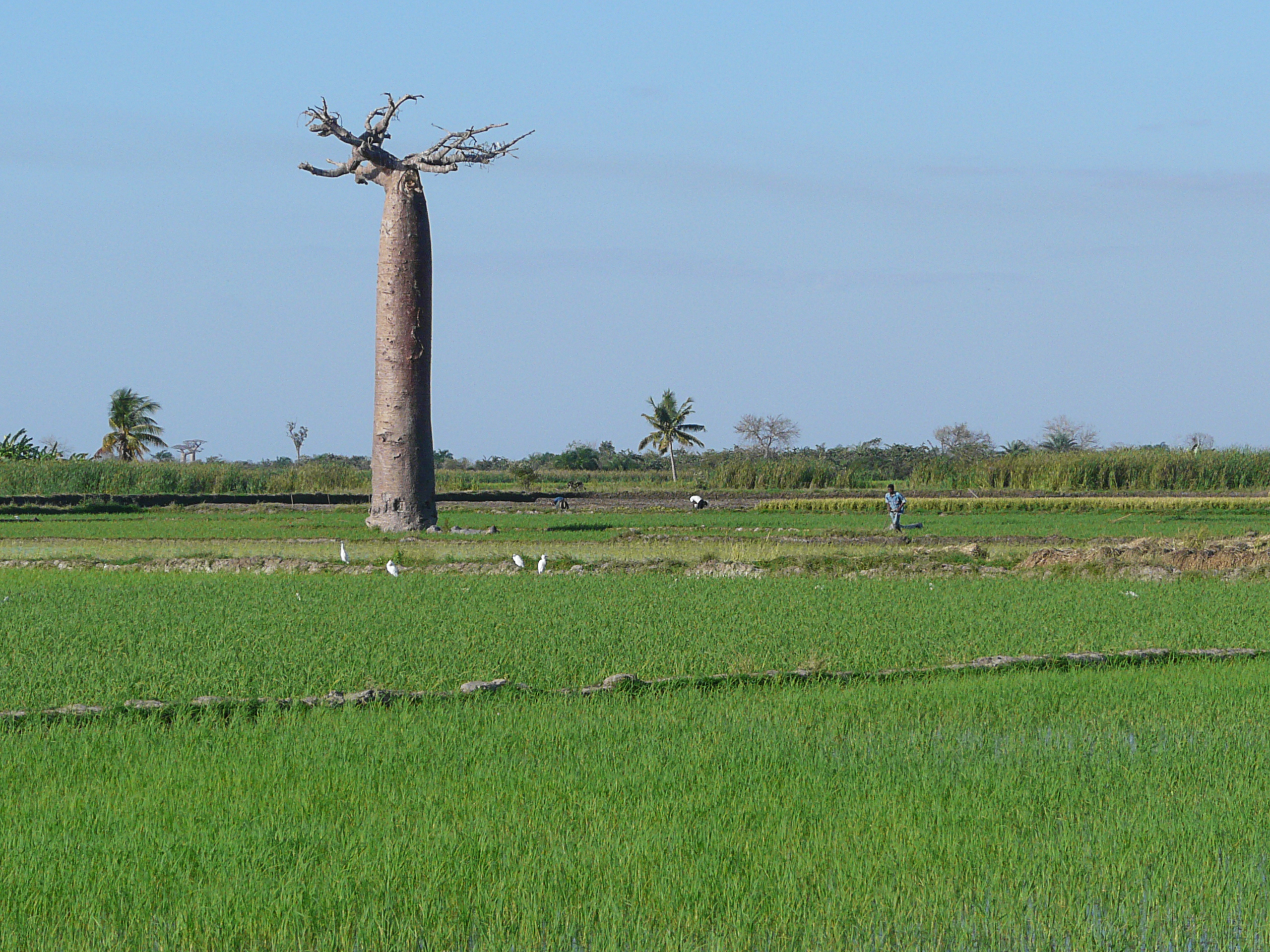
Campo de baobá e arroz perto de Morondava, Madagascar

Em Madagascar, o consumo médio anual de arroz é de 130 kg por pessoa, um dos maiores do mundo.

Segundo um estudo de 1999 do UPDRS / FAO, a maioria do cultivo de arroz está relacionada à irrigação (1.054.381 hectares). A escolha dos métodos condicionantes de desempenho é determinada pela variedade e pelo controle de qualidade da água.
O "tavy" é tradicionalmente o cultivo de arroz em terras altas inundadas após o desmatamento de florestas tropicais naturais (135.966 hectares). Criticado como uma causa de desmatamento, o tavy ainda é amplamente praticado por agricultores em Madagascar, que encontram um bom compromisso entre riscos climáticos, disponibilidade de mão de obra e segurança alimentar.
Por extensão, o "tanety", que literalmente significa "colina", também refere-se ao cultivo de arroz em terras altas, realizado nas encostas gramadas que foram desmatadas para a produção de carvão (139.337 hectares).
Entre as muitas variedades, o arroz de Madagascar inclui: Vary lava - um arroz de grão longo e grande, translúcido, considerado um arroz de luxo; Vary makalioka - um arroz de grão longo e fino, translúcido; Vary rojofotsy - um arroz de grão meio-longo; e Vary mena, ou arroz vermelho, exclusivo de Madagascar.

### Malásia

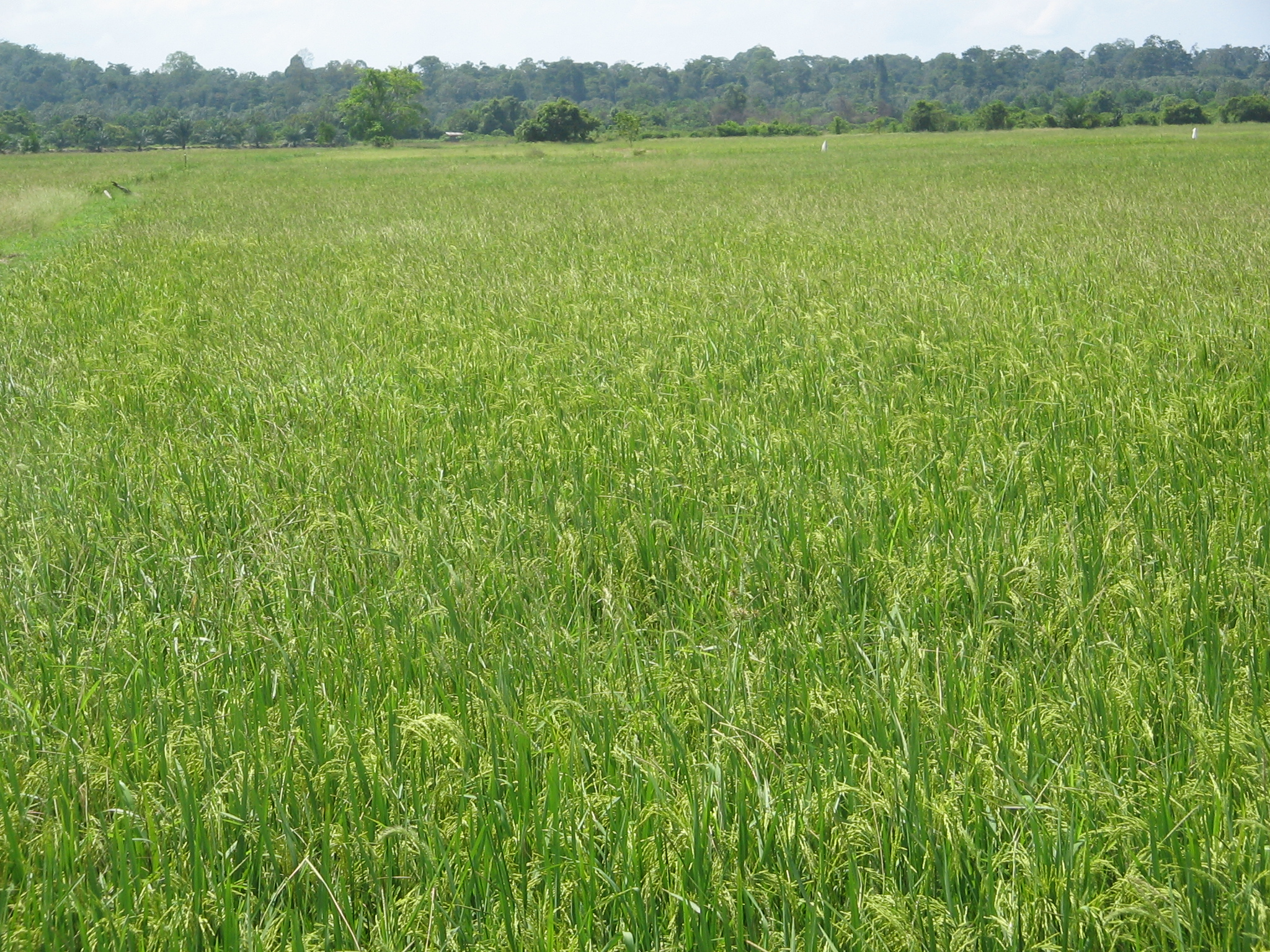
Campo de arroz no estado de Trenganu, Malásia

Os campos de arroz podem ser encontrados na maioria dos estados da Península Malaia, com a maioria localizada nos estados do norte como Quedá, Perlis, Peraque e Penão. Também é possível encontrar campos de arroz na região leste da Malásia, nos estados de Calantão e Trenganu. O estado central de Selangor também possui sua parcela de campos de arroz, especialmente nos distritos de Kuala Selangor e Sabak Bernam.
Antes de a Malásia se tornar fortemente dependente de sua produção industrial, as pessoas estavam principalmente envolvidas na agricultura, especialmente na produção de arroz. Por essa razão, as pessoas geralmente construíam suas casas ao lado dos campos de arroz. A, pimenta chili, muito picante e frequentemente consumida na Malásia, conhecida localmente como cili padi, é literalmente chamada de "pimenta do arrozal". Algumas pesquisas relacionadas ao arroz de sequeiro em terras baixas em Sarauaque foram relatadas.

### Mianmar

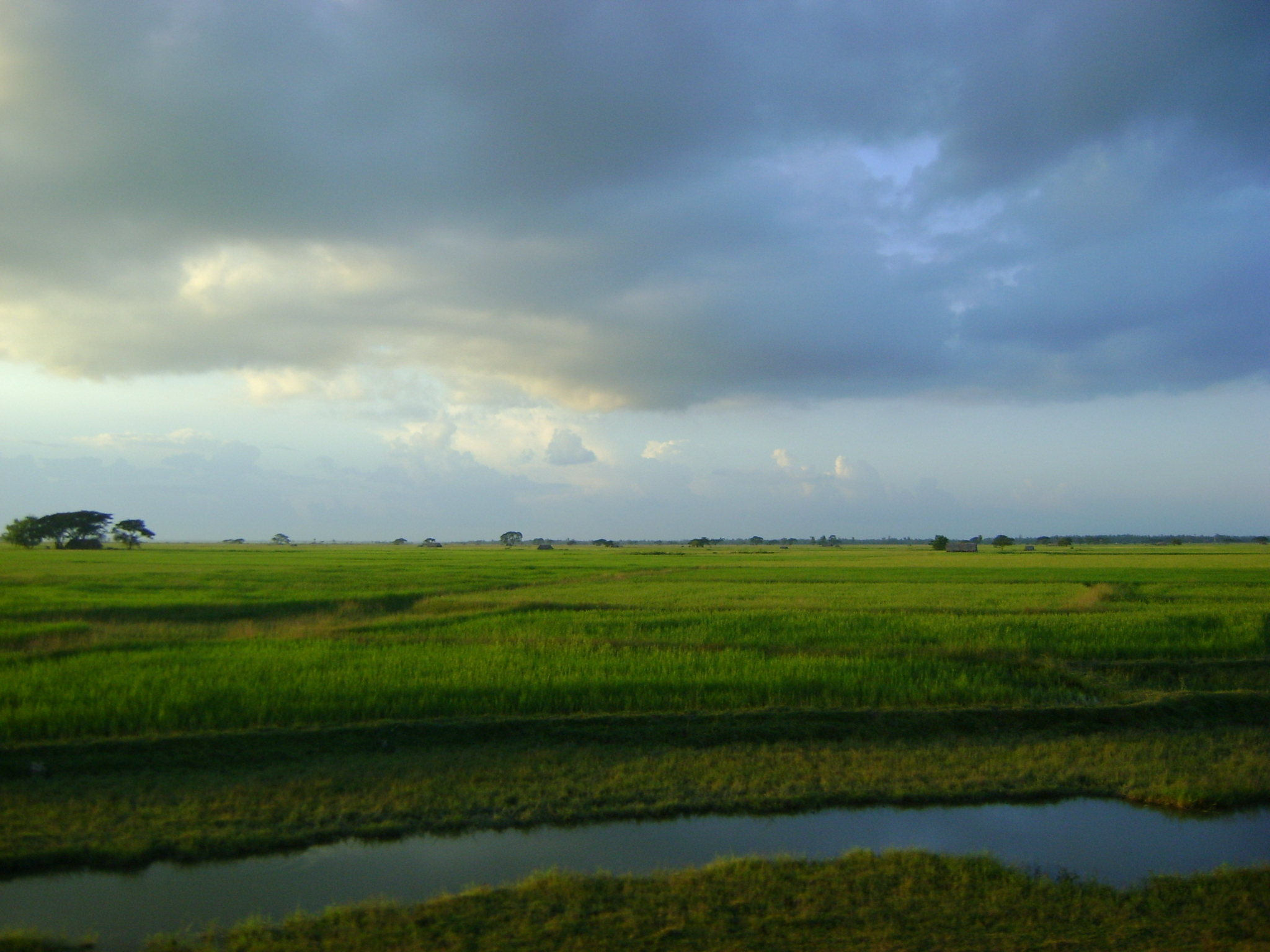
Arrozais em Mianmar

O arroz é cultivado em Mianmar principalmente em três áreas - no delta do Irauádi, ao longo e no delta do rio Kaladan, e nas planícies centrais ao redor de Mandalai, embora tenha havido um aumento no cultivo de arroz nos estados de Xã e Cachim nos últimos anos. Até o final da década de 1960, Mianmar era o principal exportador de arroz. Chamada de celeiro de arroz do Sudeste Asiático, grande parte do arroz cultivado em Mianmar não depende de fertilizantes e pesticidas, portanto, embora "orgânico" em certo sentido, não conseguiu acompanhar o crescimento populacional e outras economias de arroz que utilizam fertilizantes.
Atualmente, o arroz é cultivado em todas as três estações em Mianmar, embora principalmente na estação das monções - de junho a outubro. O arroz cultivado nas áreas do delta depende muito da água do rio e dos minerais sedimentados das montanhas do norte, enquanto o arroz cultivado nas regiões centrais requer irrigação do rio Irauádi.
Os campos são arados quando chegam as primeiras chuvas - tradicionalmente medido em 40 dias após Thingyan, o Ano Novo birmanês - por volta do início de junho. Nos tempos modernos, são usados tratores, mas tradicionalmente, utilizavam-se búfalos. As plantas de arroz são cultivadas em viveiros e depois transplantadas manualmente para os campos preparados. O arroz é colhido no final de novembro - "quando o arroz se curva com a idade". A maior parte do plantio e da colheita do arroz é feita manualmente. O arroz é então debulhado e armazenado, pronto para os moinhos.

### Nepal

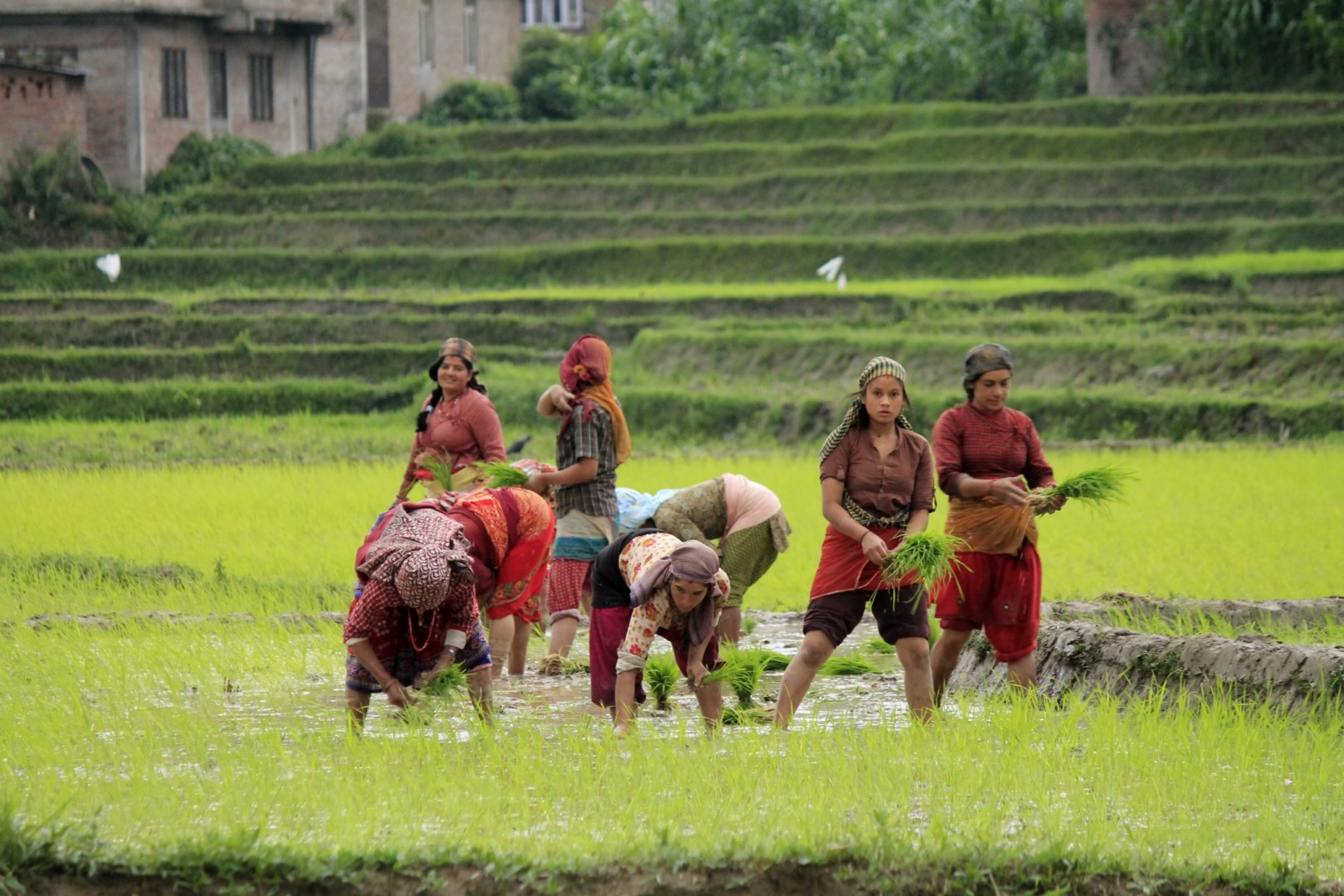
Mulheres plantando arroz no Nepal

No Nepal, o arroz (nepalês: धान, Dhaan) é cultivado nas regiões de Terai e nas áreas montanhosas. É principalmente cultivado durante a estação das monções de verão no Nepal.

### Filipinas

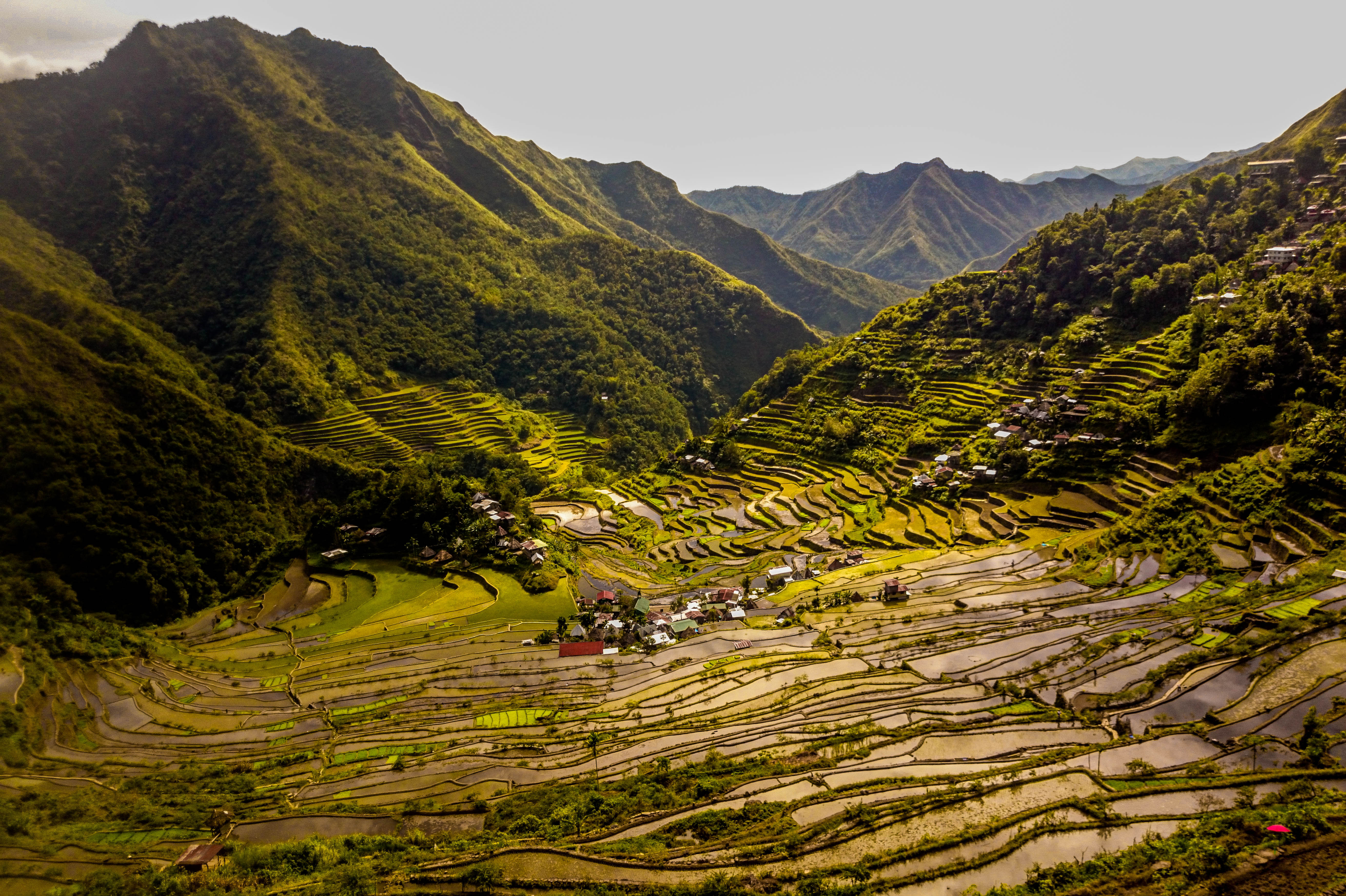
Terraços de arroz de Batad em Banaue, Ifugao, Filipinas

Os campos de arroz são uma visão comum nas Filipinas. Vários vastos campos de arroz existem nas províncias de Ifugao, Nueva Ecija, Isabela, Cagaiã, Bulacan, Quezon e outras províncias. Nueva Ecija é considerada a principal província produtora de arroz das Filipinas.
Os Terraços de Arroz de Banaue são um exemplo de campos de arroz no país. Eles estão localizados em Banaue, no norte de Lução, nas Filipinas, e foram construídos pelos Ifugaos há 2 000 anos. Riachos e nascentes encontrados nas montanhas foram aproveitados e canalizados para canais de irrigação que descem pelas encostas dos terraços de arroz. Outros campos de arroz notáveis nas Filipinas incluem os Terraços de Arroz de Batad, os Terraços de Arroz de Bangaan, os Terraços de Arroz de Mayoyao e os Terraços de Arroz de Hapao.
Localizadas na Barangay Batad em Banaue, os Terraços de Arroz de Batad têm a forma de um anfiteatro e podem ser alcançados por um percurso de 12 quilômetros a partir do Banaue Hotel e uma caminhada de 2 horas morro acima através de trilhas montanhosas. Os Terraços de Arroz de Bangaan retratam a típica comunidade Ifugao, onde as atividades de subsistência ocorrem dentro da vila e seus arredores. Os Terraços de Arroz de Bangaan são acessíveis por uma viagem de uma hora a partir de Poblacion, Banaue, seguida de uma caminhada de 20 minutos descendo até a vila. Eles podem ser melhor vistos a partir da estrada para Mayoyao. Os Terraços de Arroz de Mayoyao estão localizados em Mayoyao, a 44 quilômetros de Poblacion, Banaue. A cidade de Mayoyao está situada no meio desses terraços de arroz. Todos os diques são nivelados com pedras planas. Os Terraços de Arroz de Hapao estão a 55 quilômetros da capital Lagawe. Outros terraços de arroz de pedra de Ifugao estão localizados no município de Hungduan.

### Portugal

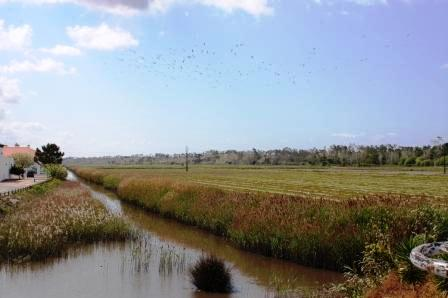
Campos de arroz em Comporta, Portugal

O cultivo de arroz em Portugal tem uma história que remonta aos tempos da ocupação moura na Península Ibérica, quando foram introduzidas técnicas de irrigação e o cultivo do arroz nos campos alagados. Ao longo dos séculos, especialmente nas regiões ribeirinhas do Rio Tejo e do Rio Sado, o arroz tornou-se parte importante da agricultura local. Hoje, o cultivo de arroz em Portugal continua principalmente nessas regiões, com destaque para o Vale do Tejo e o Vale do Sado, onde o clima mediterrâneo e a presença de solos aluviais favorecem o cultivo.

### Sri Lanka

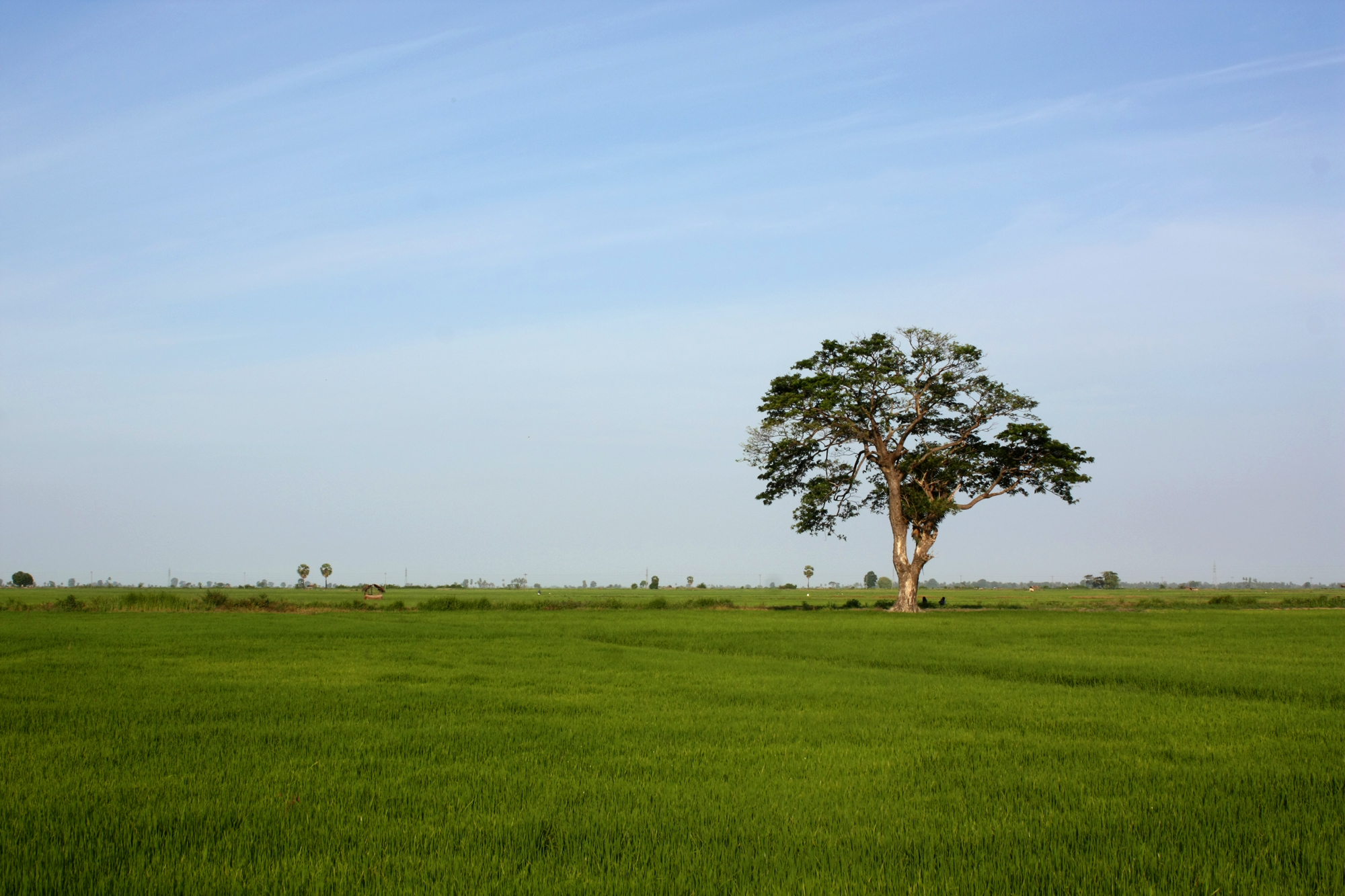
Um campo de arroz em Sammanthurai, distrito de Ampara, Sri Lanka

A história da cultura de arroz no Sri Lanka remonta a mais de 2000 anos. Relatos históricos indicam que o Sri Lanka é conhecido como "o celeiro do oriente" devido à sua produção abundante de arroz. A cultura de arroz pode ser encontrada por toda a ilha, e uma quantidade considerável de terra é dedicada a ela. Tanto as zonas úmidas de terras altas quanto as de terras baixas utilizam a cultura de arroz. A maioria das terras de arroz está na zona seca, utilizando sistemas de irrigação especiais para a produção. O tanque de armazenamento de água, chamado "Wewa", facilita o fornecimento de água às terras de arroz durante o período de cultivo. A agricultura no Sri Lanka depende principalmente da produção de arroz, e o país às vezes exporta arroz para os países vizinhos. Cerca de 1,5 milhão de hectares de terra foram cultivados para arroz no Sri Lanka durante o período 2008/2009, dos quais 64% foram cultivados durante a estação seca e 35% durante a estação chuvosa. Aproximadamente 87 000 famílias de agricultores estão envolvidas na cultura de arroz no Sri Lanka, representando 20% da população do país e 32% do emprego.

### Tailândia

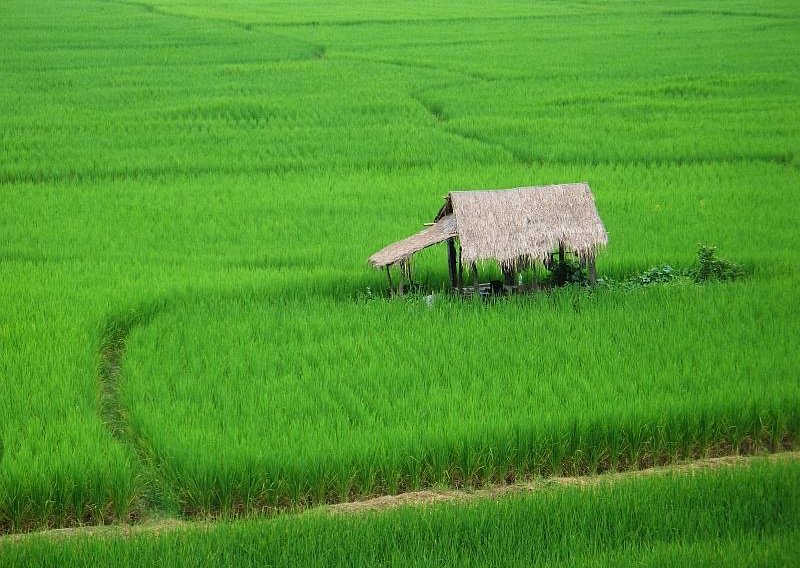
Uma pequena cabana entre arrozais nos arredores da cidade de Nan, Tailândia

A produção de arroz na Tailândia representa uma parte significativa da economia do país. A cultura do arroz ocupa mais da metade das terras aráveis e emprega uma grande parte da força de trabalho agrícola da Tailândia.
A Tailândia tem uma forte tradição na produção de arroz. Possui a quinta maior área de terras dedicadas ao cultivo de arroz no mundo e é o maior exportador de arroz globalmente. A Tailândia tem planos de aumentar ainda mais a área disponível para a produção de arroz, com a meta de adicionar 500 000 hectares aos 9,2 milhões de hectares de áreas de cultivo de arroz já existentes. O Ministério da Agricultura da Tailândia esperava que a produção de arroz rendesse cerca de 30 milhões de toneladas de arroz em 2008. A variedade de arroz mais produzida na Tailândia é o arroz jasmim, que tem uma taxa de rendimento significativamente menor do que outros tipos de arroz, mas geralmente alcança mais do que o dobro do preço das outras variedades no mercado global.

### Vietnã

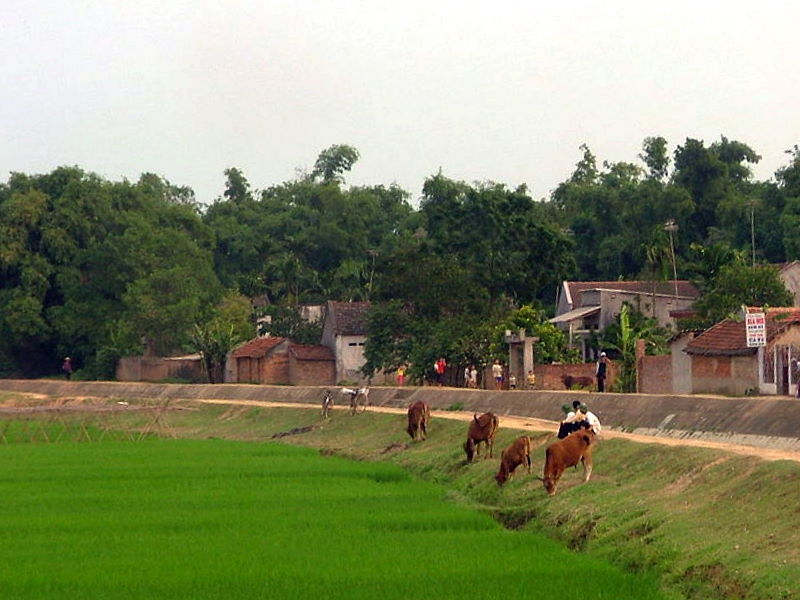
Um campo de arroz no Vietnã

Os campos de arroz no Vietnã (chamados de ruộng ou cánh đồng em vietnamita) são o uso predominante da terra no vale do Rio Vermelho e no Delta do Mecom. No Delta do Rio Vermelho, no norte do Vietnã, o controle das cheias sazonais é feito por uma extensa rede de diques que ao longo dos séculos totalizam cerca de 3000 km. No Delta do Mecom, no sul do Vietnã, existe um intrincado sistema de canais de drenagem e irrigação que se tornou o símbolo da região. Esses canais também servem como rotas de transporte, permitindo que os agricultores levem seus produtos para o mercado. No noroeste do Vietnã, o povo Tai construiu uma "cultura de vale" baseada no cultivo de arroz glutinoso plantado em campos de altitude, exigindo o cultivo em terraços nas encostas.
O principal festival relacionado ao ciclo agrário é o "lễ hạ điền" (literalmente "descida aos campos"), realizado como o início da estação de plantio na esperança de uma colheita abundante. Tradicionalmente, o evento era realizado com grande pompa. O monarca realizava o ritual de arar o primeiro sulco, enquanto dignitários locais e agricultores faziam o mesmo. Os Thổ địa (deuses da terra), thành hoàng làng (o espírito protetor da aldeia), Thần Nông (deus da agricultura) e thần lúa (deus das plantas de arroz) eram todos venerados com orações e oferendas.
Na cultura vietnamita, a riqueza é frequentemente associada à vastidão das terras que um indivíduo possui. Campos de arroz tão grandes que "os cegonhas voam com suas asas estendidas" ("đồng lúa thẳng cánh cò bay") são frequentemente mencionados como uma metáfora comum. As plantas de arroz ondulando ao vento através de um campo de arroz na literatura vietnamita são figurativamente chamadas de "ondas de plantas de arroz" ("sóng lúa").

## Ecologia
Os campos de arroz são uma importante fonte de metano atmosférico, o qual contribui para o aquecimento global, sendo estimado que contribuam com entre 50 a 100 milhões de toneladas desse gás anualmente. Estudos demonstraram que é possível reduzir significativamente essa emissão e aumentar a produtividade das culturas drenando os campos de arroz para permitir a aeração do solo e interromper a produção de metano. Outras pesquisas destacam a variabilidade na avaliação das emissões de metano, utilizando fatores locais, regionais e globais, e defendem uma melhor inventariação baseada em dados de nível micro.
Os campos de arroz são responsáveis por cerca de 10% das emissões globais de metano, aproximadamente equivalentes às emissões da indústria da aviação. Sistemas de irrigação por gotejamento desenvolvidos pela Netafim e N-Drip foram introduzidos em vários países e, de acordo com o Times of Israel, podem reduzir até 85% das emissões.

## Galeria

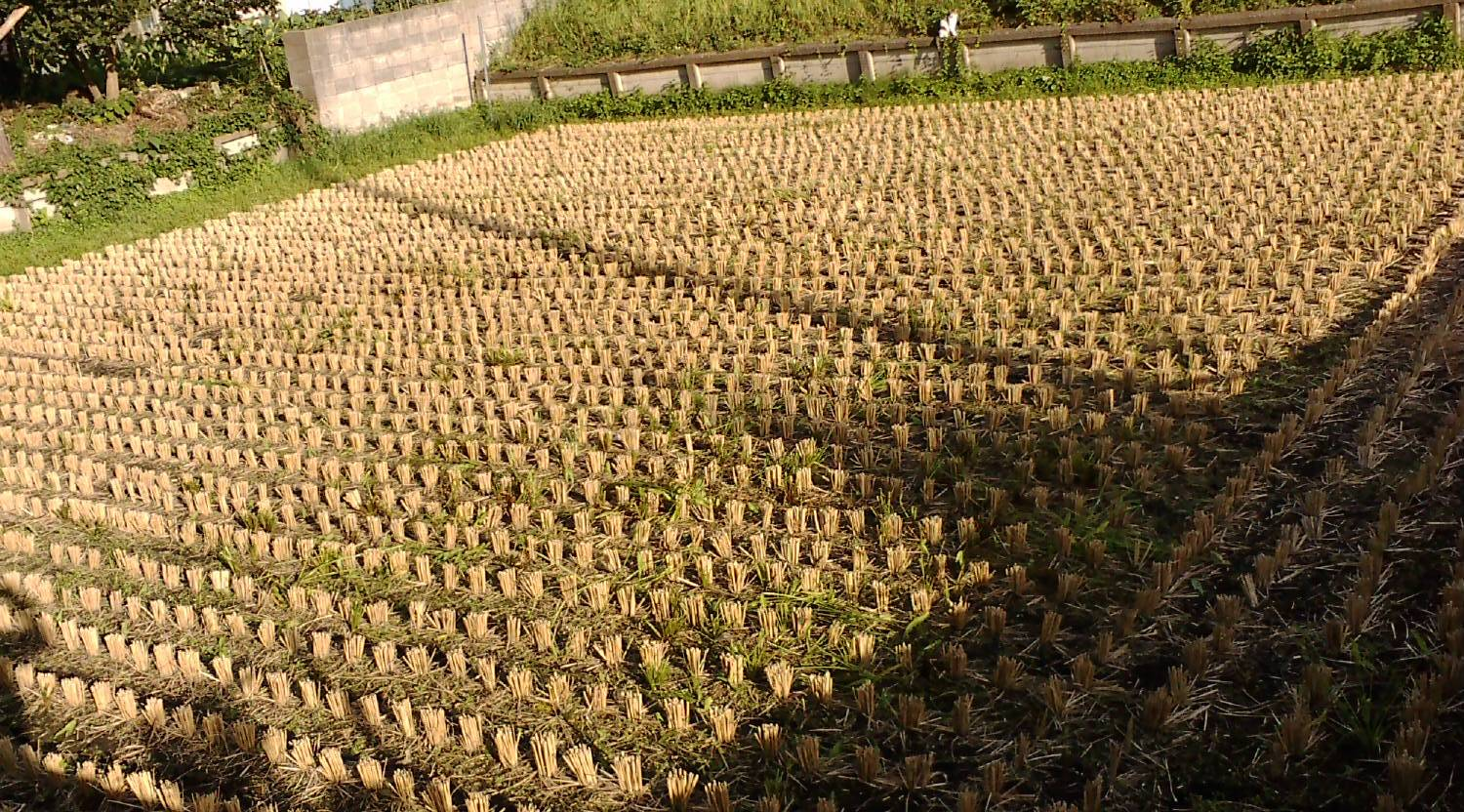
Toco de arroz apóscolheita no Japão